# Rheinauhafen

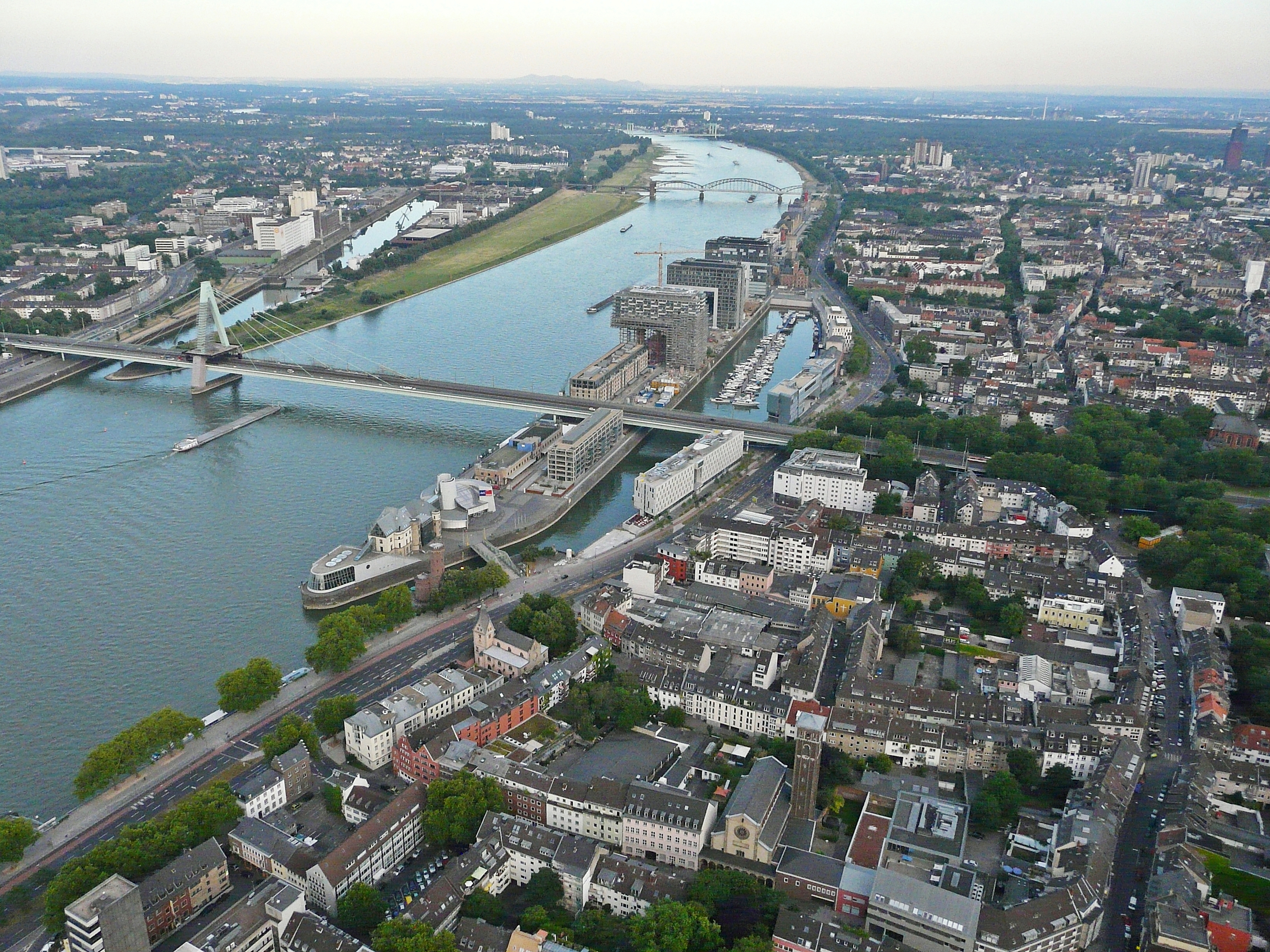
Luftbild des Rheinauhafens, Juli 2010

Der Rheinauhafen ist eine ehemalige Hafenanlage in der Kölner Altstadt-Süd, die heute als Wohn-, Büro-, Dienstleistungs- und Gewerbegebiet genutzt wird.

## Lage und Bedeutung
Über die Halbinsel „Werthchen“ verläuft die Straße Im Zollhafen, an der auch die Kranhäuser liegen. Ihre südliche Fortsetzung heißt Anna-Schneider-Steig, weiter südlich heißt die Straße schließlich Agrippinawerft. Parallel zur Halbinsel führt die Rheinuferstraße B 51 am linken Rheinufer entlang, die hier Am Leystapel/Holzmarkt/Bayenstraße/Agrippinaufer heißt. Die Severinsbrücke führt über die Halbinsel hinweg. Der heutige Rheinauhafen besitzt keine Hafenfunktion mehr, sondern ist ein Wohn- und Gewerbegebiet. Er umfasst eine Landfläche von 15,4 Hektar und eine Wasserfläche von 5,7 Hektar. Der vorhandene Gebäudebestand wird zu 51 Prozent durch Büros/Dienstleistungen, Wohnungen (31 Prozent) sowie Kunst und Kultur (18 Prozent) genutzt. Insgesamt entstanden hier 2200 Arbeitsplätze, rund 1500 Personen wohnen im insgesamt 235.000 m² umfassenden Areal.

## Geschichte

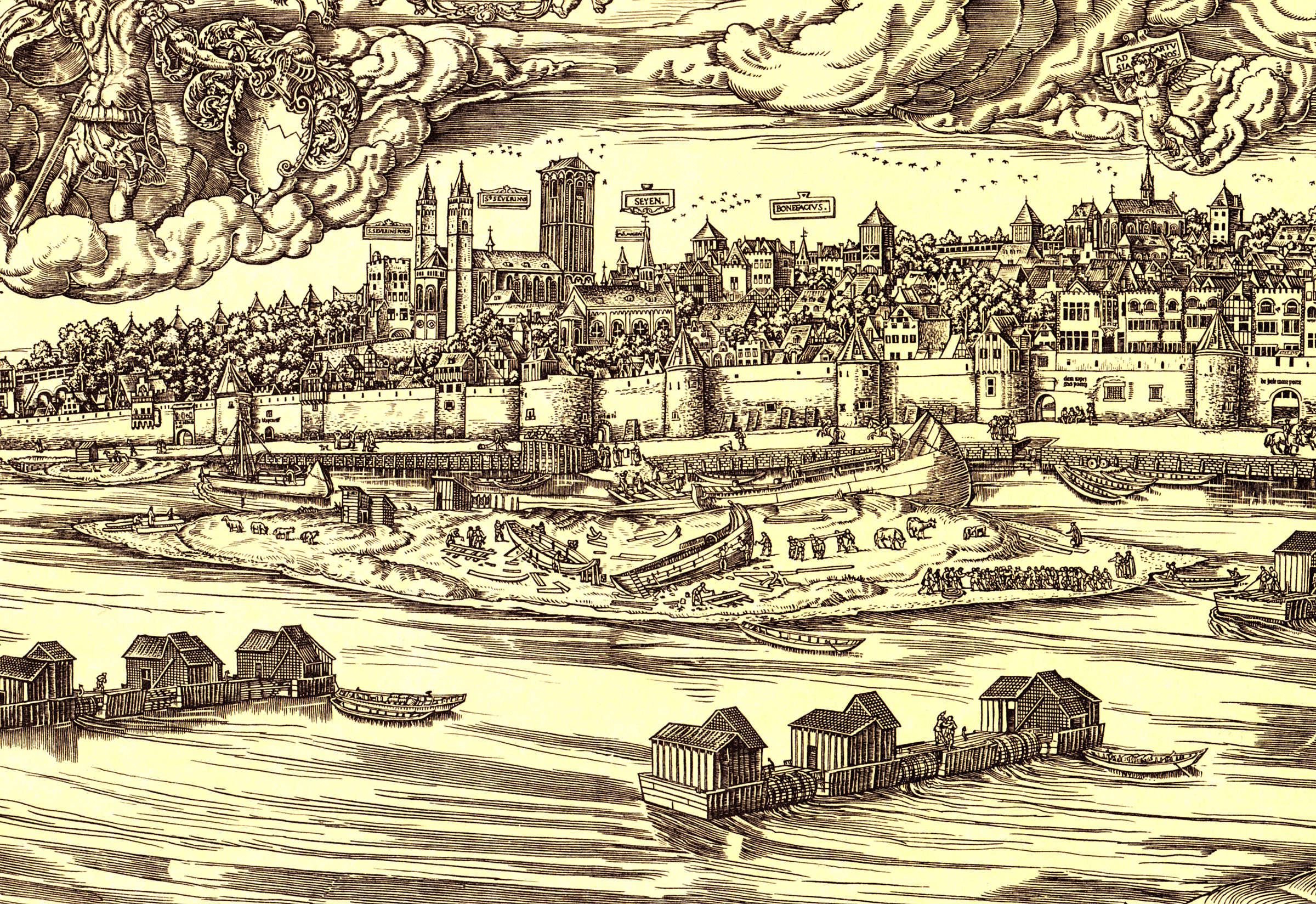
„Werthchen“ in der Darstellung des Anton Woensam, 1531

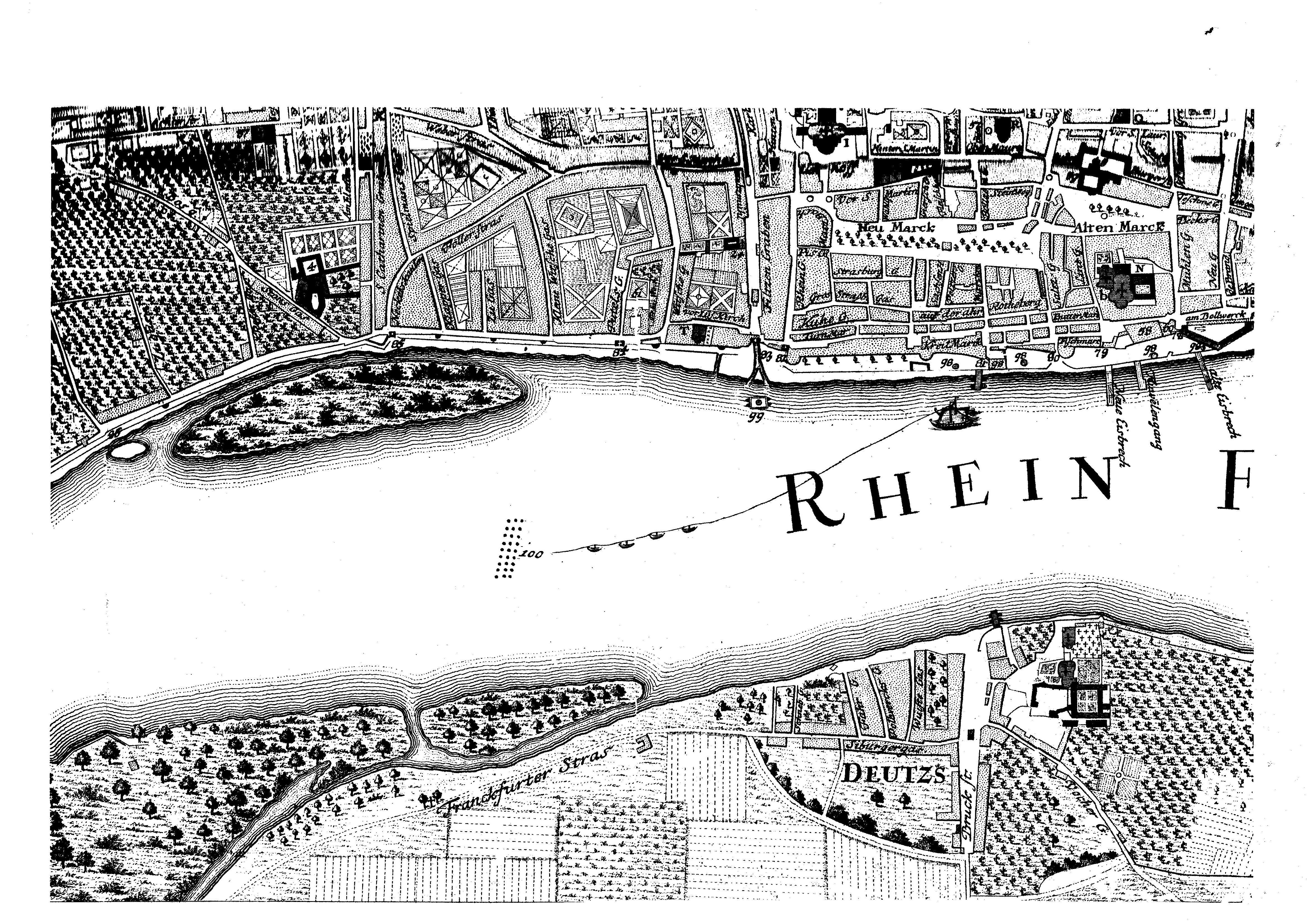
Kölner Stadtplan von 1752 – Das Werthchen auf Johann Valentin Reinhardts Stadtansicht von 1752

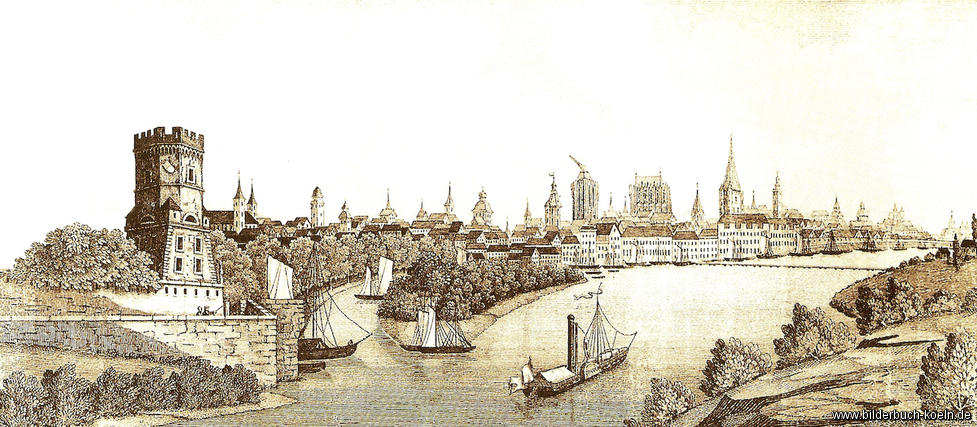
Bayenturm und „Werthchen“, 1825

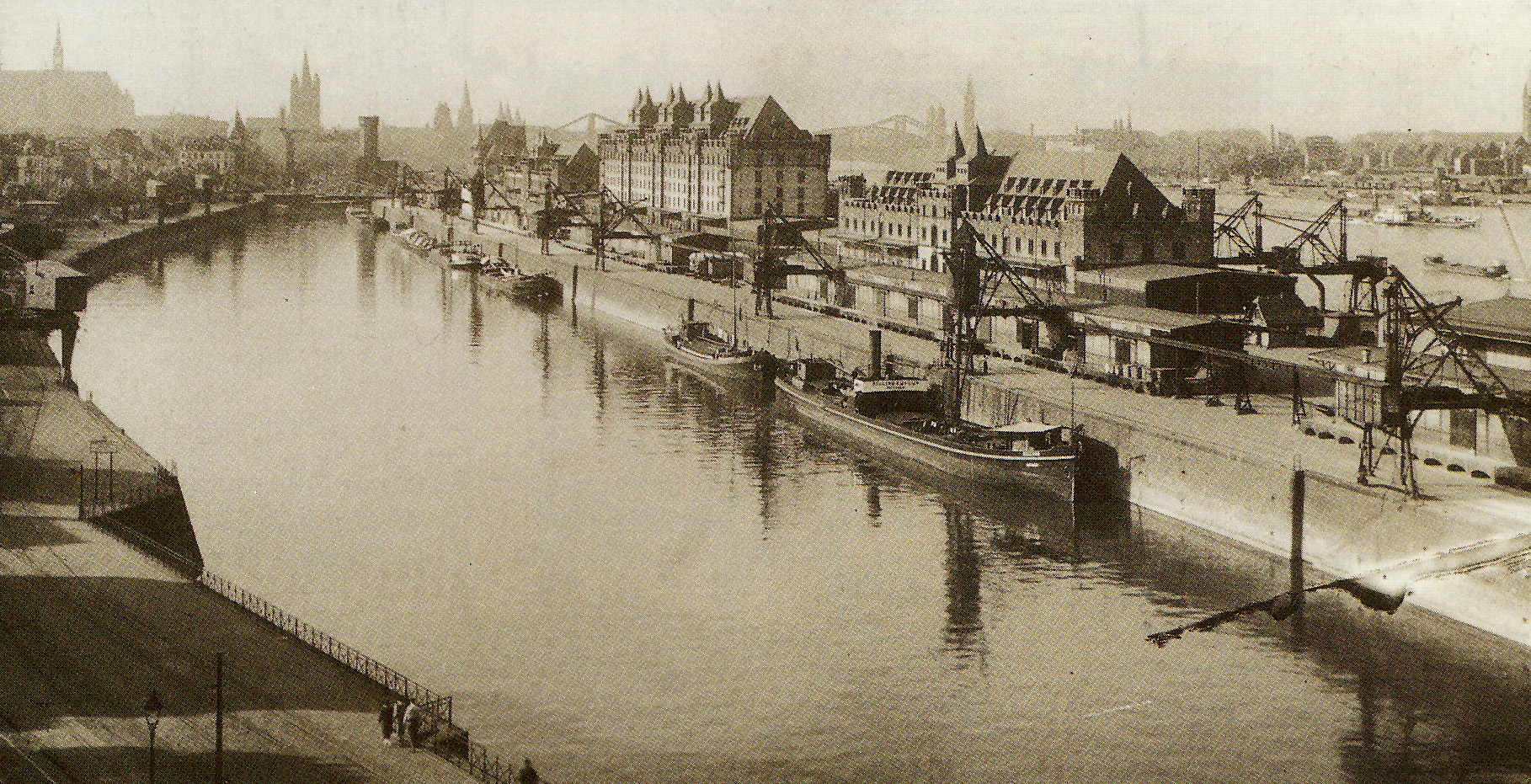
Rheinauhafen um 1915

### Mittelalter
Bereits auf der ersten, großen Kölner Stadtansicht von 1531 des Anton Woensam lässt sich gut erkennen, dass sich der Hafen entlang der gesamten linken Rheinmauer der Stadt erstreckte und stark frequentiert wurde. Hafen- und Werftaktivitäten gab es demnach auch auf der Rheininsel „Werthchen“. Das Be- und Entladen erfolgte vermittels Kränen. Die Liegeplätze der Oberländer-Schiffe lagen vor dem Kölner Rheinufer südlich des Salzgassen-Tores. Nördlich davon ankerten die etwas größeren, bauchigeren Niederländer, die einer anderen Schiffsbautradition entstammten. Wenn man das Verhältnis zwischen Ober- und Niederländern betrachtet, so finden sich fast doppelt so viele Oberländer vor Köln als Niederländer, was mit der unterschiedlichen Größe und Tragfähigkeit korrespondiert. Ein Hafenmeister nahm die Aufsicht über die Ankerplätze, die Einziehung der Gebühren und die Instandhaltung der Hafenanlagen wahr. Auch in der Kölner Stadtansicht von 1570 des Arnold Mercator ist die Rheininsel Werthchen eingezeichnet und zeigt in der Höhe des Holzmarkts am Ufer liegende Schiffe. Auf der Insel selbst sind bei Mercator keinerlei Hafenaktivitäten zu erkennen. Das 720 Meter lange und bis zu 40 Meter breite Werthchen sollte jedoch in der Gründerzeit eine entscheidende Rolle beim Bau eines neuen Hafens spielen.

### Gründerzeit

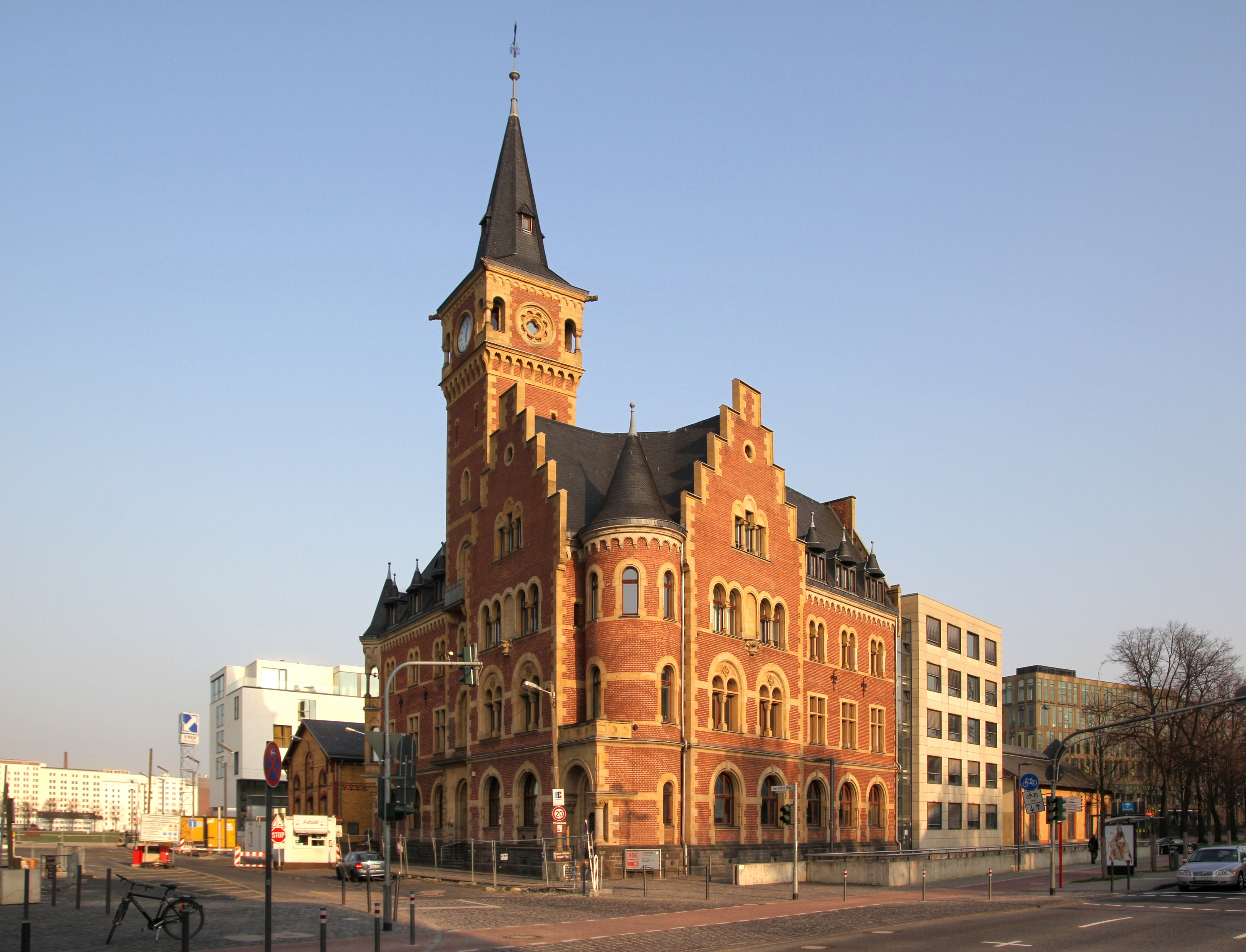
Rheinauhafen – Altes Hafenamt, März 2011

Als Hafenanlagen dienten in der Gründerzeit zunächst die am Rhein gelegenen Uferschutzanlagen. Unter dem Eindruck des extremen Eishochwassers vom Februar 1784 forderten die Kölner Händler und Schiffer den Bau eines Hafens, in dem die Schiffe überwintern sollten. So wurde ab 1811 auf Betreiben Napoleons und der französischen Besatzer der Sicherheitshafen auf dem Gelände des heutigen Parks am Theodor-Heuss-Ring gebaut, der ab 1813 genutzt, aber erst 1840 fertig gestellt wurde. Seine Mündung auf Höhe der Bastei war nur 8 Meter breit. Der Hafen erwies sich für größere Schiffe als schwer anzusteuern und versandete schnell. Seine Kapazitäten reichten zudem von Beginn an nicht aus.
Eine starke Veränderung der Verkehrsabläufe auf dem Rhein ergab sich aus der Umstellung von der Treidel- auf die Dampfschifffahrt. Am 12. Juni 1816 gelangte das englische Dampfschiff „Defiance“ (deutsch „Herausforderung“) von James Watt bis Köln. Im Herbst 1817 befuhr James Watt mit der „Caledonia“ den Rhein und erreichte im Oktober 1817 von Rotterdam kommend Köln. Im Juli 1821 hatte das erste Dampfboot die Fahrt auf dem Rhein von Rotterdam bis Köln in knapp 6 Tagen zurückgelegt. Im Jahre 1813 zählte man 689, 1821 bereits 875 Schiffer; in dieser Zeit verdoppelte sich der Kölner Hafenumschlag von 3,2 auf 6,4 Millionen Zentner. Seit August 1825 gab es zwischen Köln und Rotterdam eine regelmäßige Schiffsverbindung auch für Passagiere. Am 11. Juni 1826 gründete das Bankhaus Sal. Oppenheim die „Preußisch-Rheinische Dampfschifffahrtsgesellschaft“, die im Mai 1827 mit zwei Dampfschiffen den Betrieb aufnahm. Diese wachsende Bedeutung von Köln als eine der größten Handelsstädte erforderte die Anlage eines neuen Kölner Hafens.
Das Werthchen an Rheinkilometer 687,5 spielte die zentrale Rolle bei der Planung des neuen Kölner Hafens. Die Kölner Handelskammer hatte 1847 darauf hingewiesen, dass die Stadt durch einen Rheinauhafen eine neue Werft erhalten werde. Stadtbaumeister Bernhard Wilhelm Harperath und Festungsingenieur Carl Schnitzler planten 1847 eine Verbindung des südlichen Teils der Rheininsel mit dem linken Rheinufer, um aus der Insel eine Halbinsel entstehen zu lassen. Die Bauarbeiten am Werthchen begannen noch 1847 und führten zur Schließung der südlichen Flusspassage. 1848 entwarf Johann Anton Wallé die Anlage eines Sicherheitshafens am Werthchen. Die Stadt wählte daraufhin das Gebiet rund um die Rheinauinsel „Werthchen“ als neues Hafenareal aus. Das hierdurch neu entstandene, nur von Norden her zu erreichende Hafenbecken wurde vollständig von Werftmauern eingefasst. Am 27. November 1852 erließ die Polizei eine „Verordnung über den Sicherheitshafen an der Rheinau“. Zwecks Überwachung der nördlichen Einfahrt wurde 1855 auf der Inselspitze der neugotische Malakoffturm fertiggestellt, der dem mittelalterlichen Bayenturm in seiner Gestaltung nachempfunden war.

### Bau des Rheinauhafens

Der Plan für den Hafen

Blick vom Bayenturm auf unfertigen Dom, um 1870
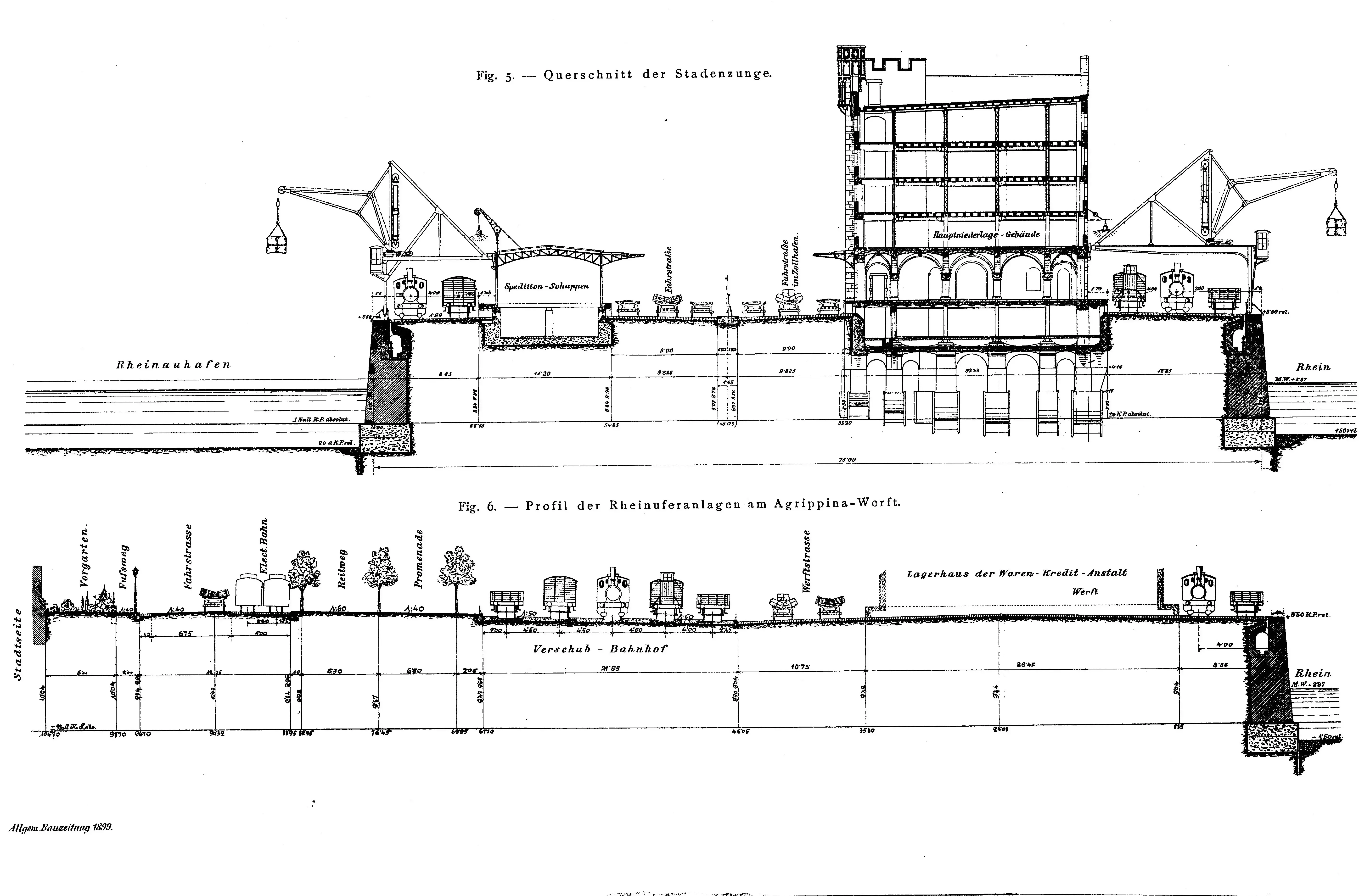
Auch die Rheinuferbahn war  schon vorgesehen
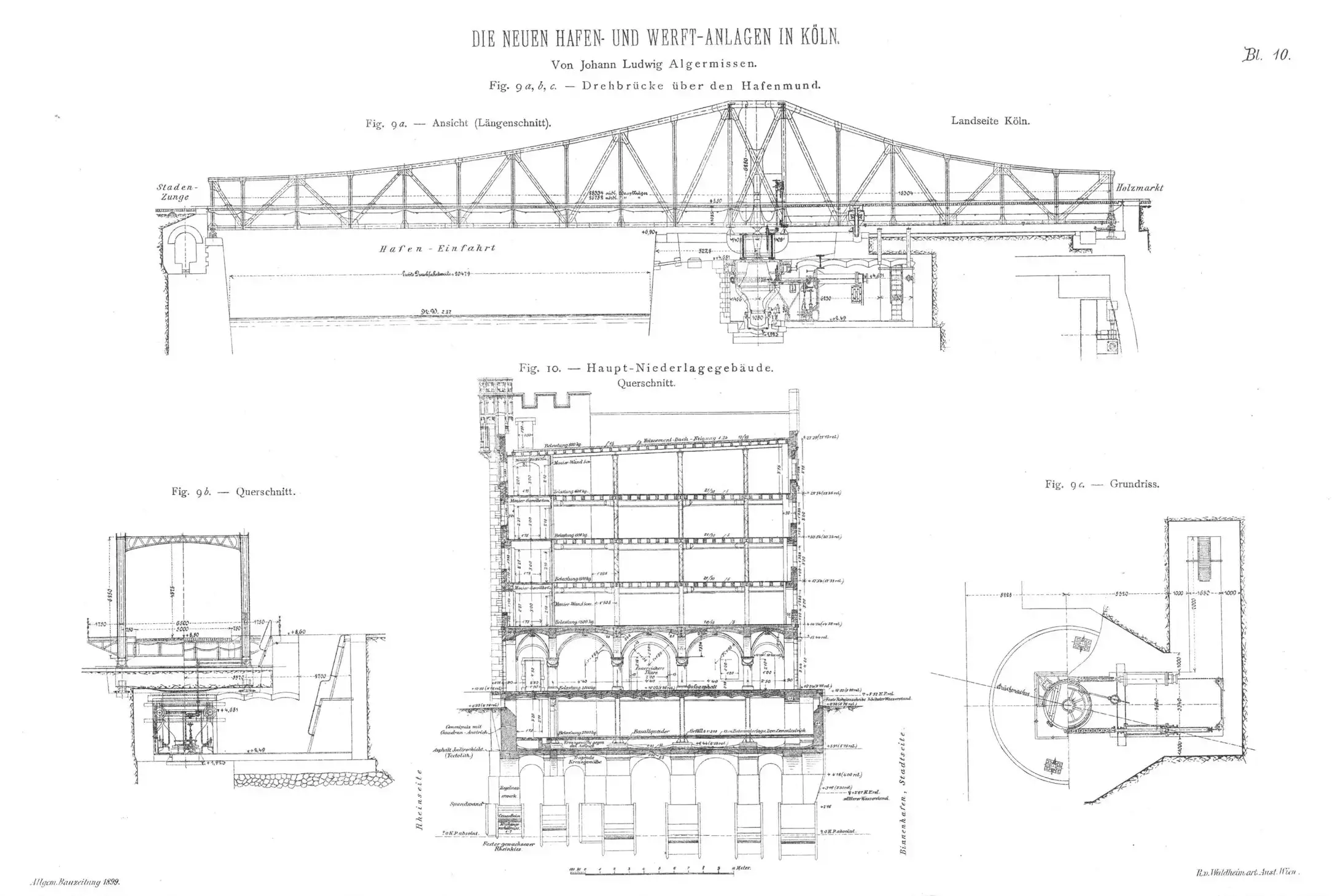
Pläne Drehbrücke und Lagerhaus
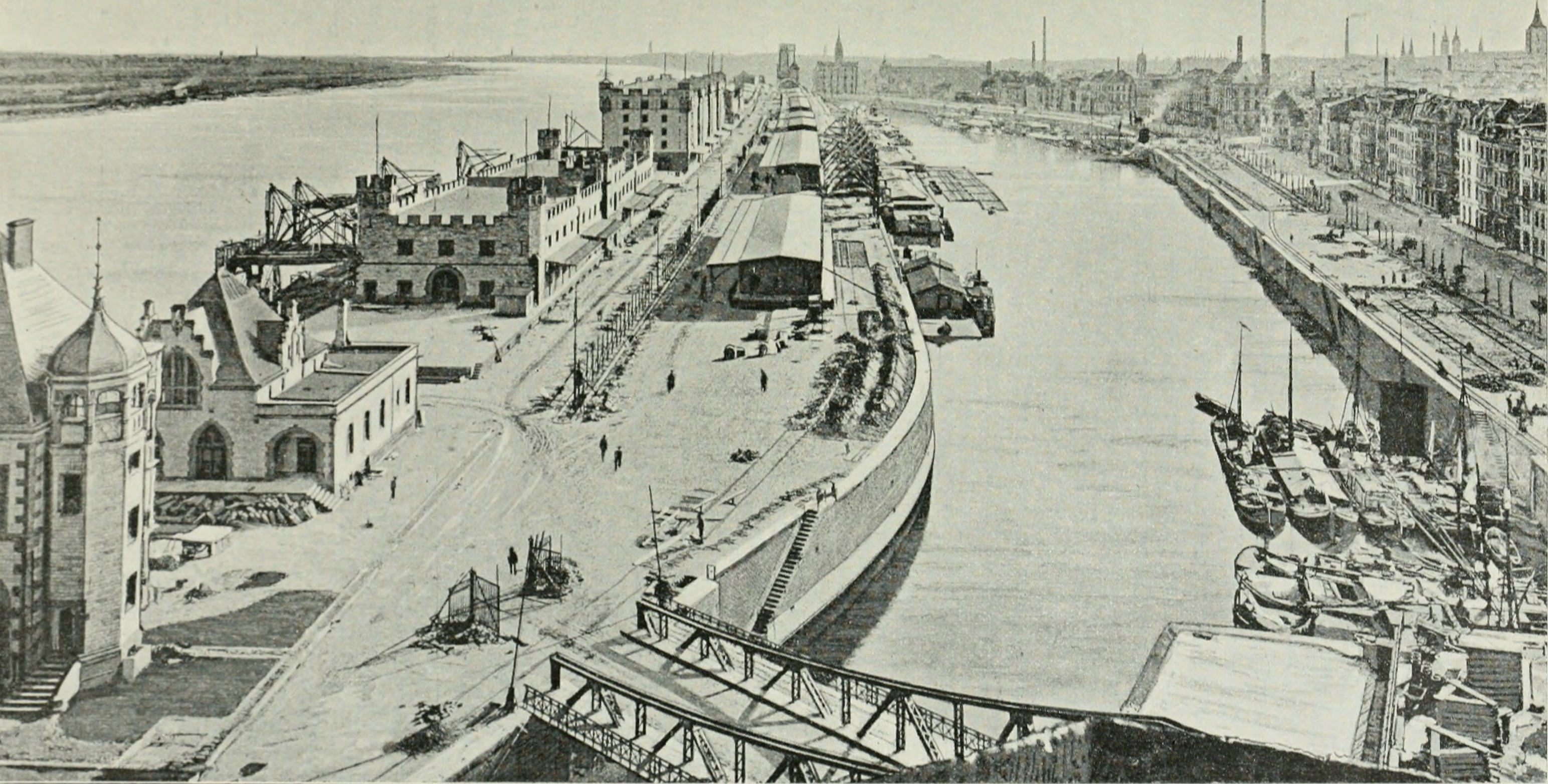
Rheinauhafen 1898 kurz vor der Vollendung
Einweihung des Rheinauhafens am 14. Mai 1898
Hafenamt, 1898
„Siebengebirge“ mit Gleisanlagen, um 1910
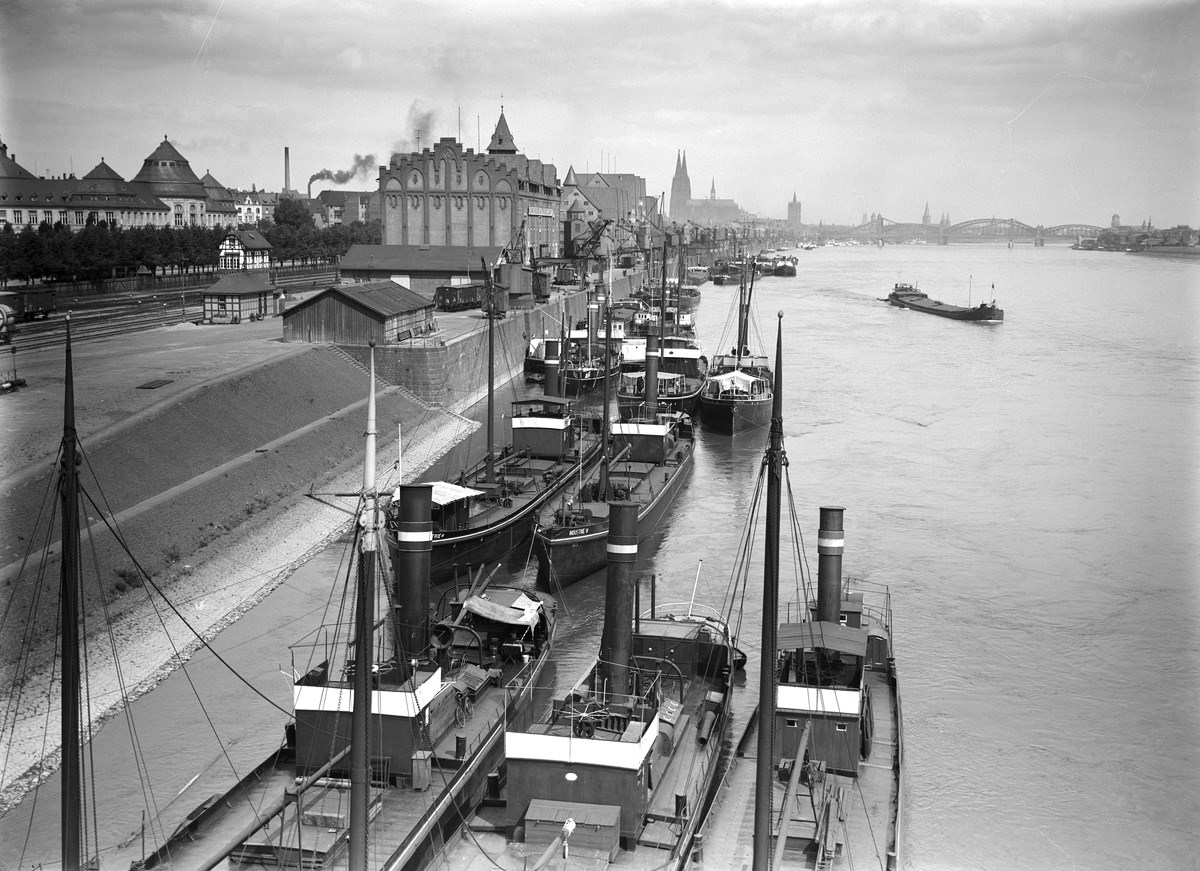
Rheinauhafen – Blick in Richtung Norden, um 1915
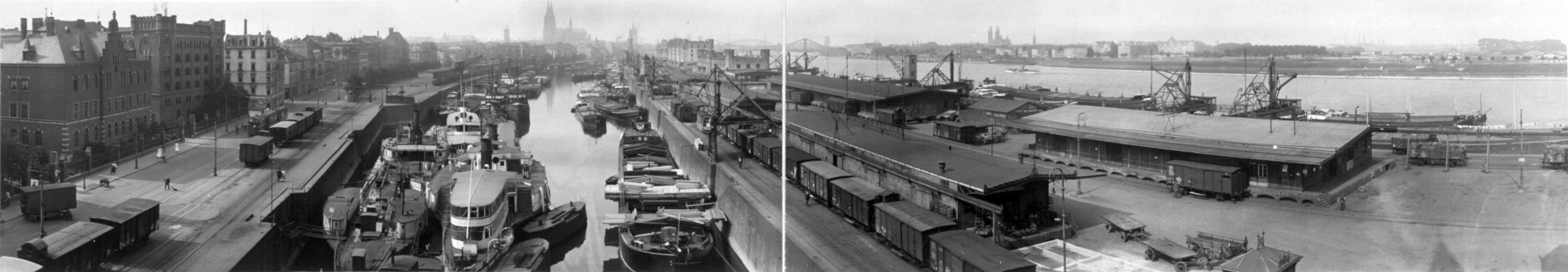
Hafenansicht von 1921
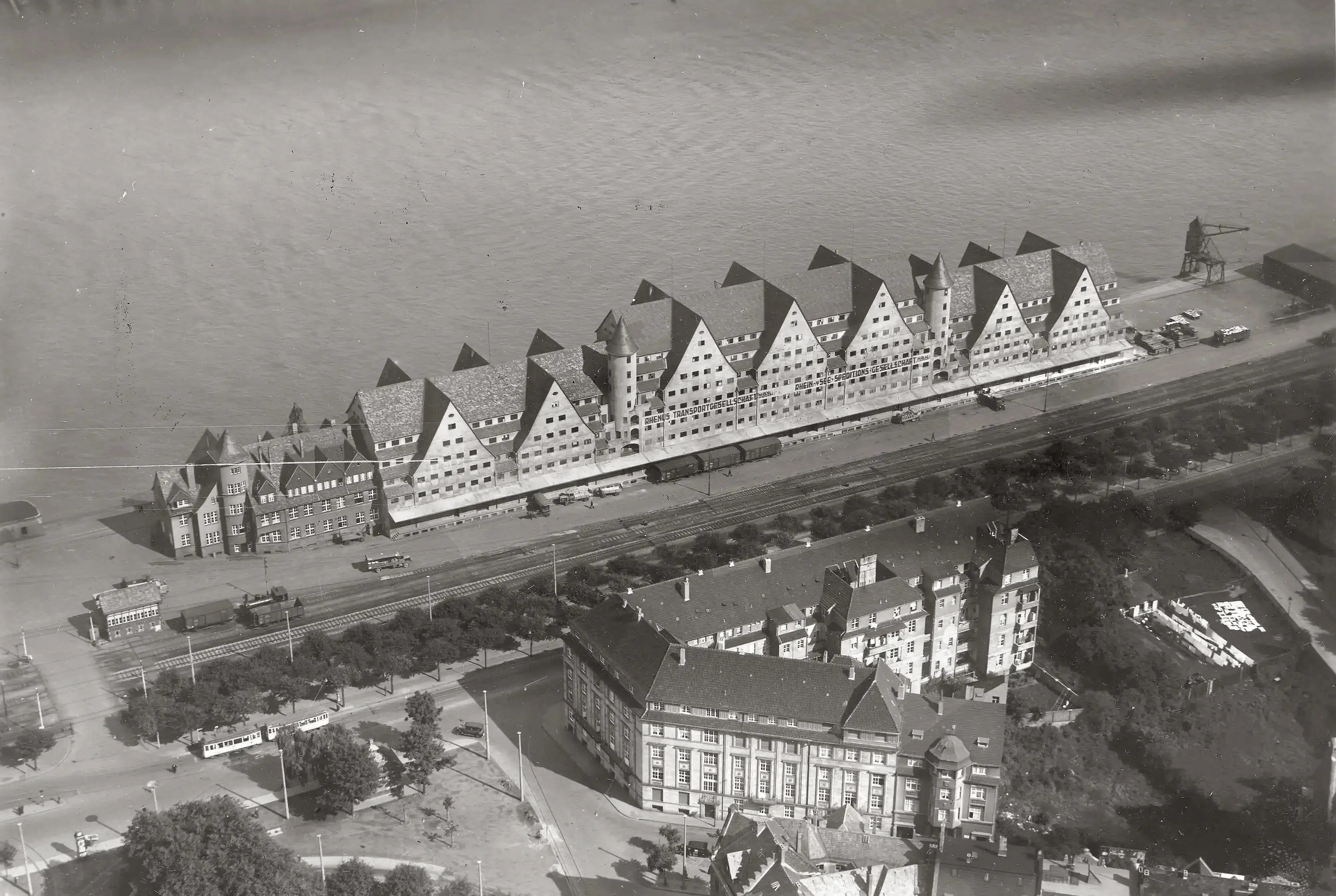
"Siebengebirge" 1931. T3 rangiert

Im Wettbewerbsentwurf von Josef Stübben und Karl Henrici war 1880 auch ein Vorschlag für den Bau des Rheinauhafens enthalten. Als 1881 Stübben zum Kölner Stadtbaumeister berufen wurde, konzentrierte er sich zunächst auf andere Bauprojekte. Die erst 1884 gegründete „Hafenreform-Commission“ wurde von Stübben geleitet und unterstützte die Pläne für den Hafenbau. Das von Stübben und Henrici geplante Südprojekt stieß bei der Eisenbahn zunächst auf Widerstand, doch nach langwierigen Verhandlungen stimmte sie dem Südprojekt zu.
Am 5. November 1885 entschied sich der Rat der Stadt Köln zugunsten des „Beckens am Bayen“ und favorisierte das Rheinauhafenbecken als Standort für einen neuen, vergrößerten Hafen. Zwischen 1886 und 1891 wurde die Werftmauer am Leystapel und am Zollhafen – heute Teil der Frankenwerft – sowie am heutigen Konrad-Adenauer-Ufer bis zur Machabäerstraße erneuert, dann folgte 1892 bis 1898 der eigentliche Rheinauhafen. Am 3. Juli 1891 beschloss der Rat den Hafenbau auf der Basis des Gesamtplans von Stübben und bewilligte hierfür knapp 20 Millionen Mark. Die Bauarbeiten an den „Neuen Hafen- und Werftanlagen zu Köln“ begannen im Frühjahr 1892 mit Erdarbeiten und führten zu einer Vergrößerung der Gesamtanlage auf 26.200 m² bei einer 16.300 m² Nutzfläche der Lagerhäuser; zudem erfolgte eine komplette Neuanlage und Vergrößerung des Hafenbeckens auf 5,7 Hektar bei gleichzeitiger Erweiterung und Neugestaltung des festen Uferbereichs („Bayenwerft“ und „Holzwerft“) vor der alten Stadtgrenze. Die Uferlinie wurde dabei durch Anschüttung teilweise deutlich in den Rhein hinein verschoben: am stärksten an der Agrippinawerft in einer Breite von 105 Metern, an der Oberländerwerft 40 bis 90 Meter, am Leystapel und Frankenwerft bis 9,5 Meter, am Konrad-Adenauer-Ufer zwischen 25 und 35 Meter. Die „Bayenwerft“ verläuft bis zur Mechtildisrampe, von da an heißt sie bis zur Hafenmündung „Holzwerft“. Die Zollhafenwerft eröffnete im April 1888, das von Georg Eberlein entworfene Hafenzollamt („Hauptdienstgebäude“ mit differenzierten Giebeln, Walm- und Haubendächern auf Treppentürmen und Erkern) im Mai 1898.
Die neue Halbinsel entstand durch Anschüttung nebst Uferbefestigung mit Werftmauern an der Strom- und Beckenseite. Dadurch ergab sich eine Verbreiterung dieser neuen Halbinsel von bisher 40 Metern in der Mitte auf jetzt 75 Meter auf der gesamten Länge. Insgesamt ist der Rheinauhafen 850 Meter lang, in der Mitte 60 Meter, an den Enden 30 Meter breit. Das Zollamt verlegte seinen Sitz vom Rheinufer auf die Halbinsel, wo auch das Hafenamt und drei große Lagerhäuser Platz fanden. Nach Eröffnung der Drehbrücke im Rheinauhafen am 5. August 1896 fand am 14. Mai 1898 die feierliche Einweihung des neuen Rheinauhafens im Beisein der preußischen Minister Johannes von Miquel, Karl von Thielen, Eberhard von der Recke von der Horst und Ludwig Brefeld statt. Der Rheinauhafen erhielt einen Gleisanschluss mit 18 km Gleisen und 96 Weichen und besaß die modernsten technischen Hafeneinrichtungen Deutschlands. Am Südende des Hafenbeckens entstand das von Adam Sesterhenn geplante und mit verzierter Backsteinfassade, markantem Uhrenturm und Eckturm versehene und im Mai 1898 eingeweihte städtische Hafenamt, es folgte das Krafthaus zum Betrieb der hydraulischen Anlagen und ein Lokschuppen – südlich davon der Hafenbahnhof. Im Jahre 1898 überschritt der Hafenverkehr den Hafenumsatz von einer Million Tonnen, bei Vollendung des Industriehafens im Jahre 1907 betrug er schon 1,036 Millionen Tonnen, 1913 bereits 1,41 Millionen Tonnen.
Die nunmehr befestigte Halbinsel gliederte sich in den 510 Meter langen Zollhafen, was sieben damaligen Schiffslängen entsprach, im Nordosten und in das restliche Gelände mit Lagerhallen und Schiffswerften für privatwirtschaftliche Unternehmen. Zum Zollhafen gehörten die Hochbauten des staatlichen „Hauptdienstgebäudes“ an der Nordspitze gegenüber dem Malakoffturm, ferner das so genannte „kleine Dienstgebäude“ sowie die Lagerhallen 1, 2 und 3 (später Hallen 10, 11 und 12).

## Neuzeit

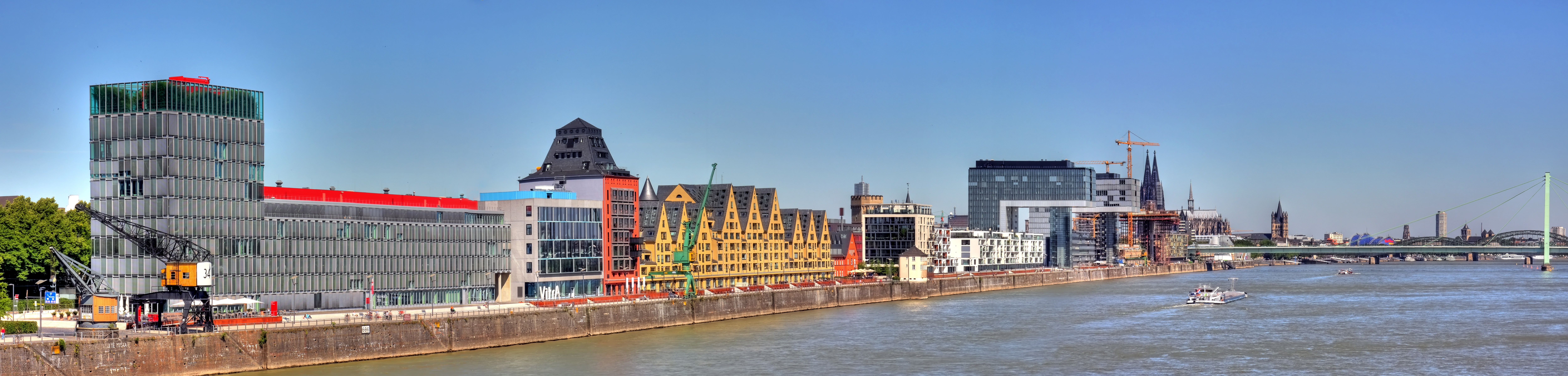
Panorama von der Südbrücke, Juni 2009
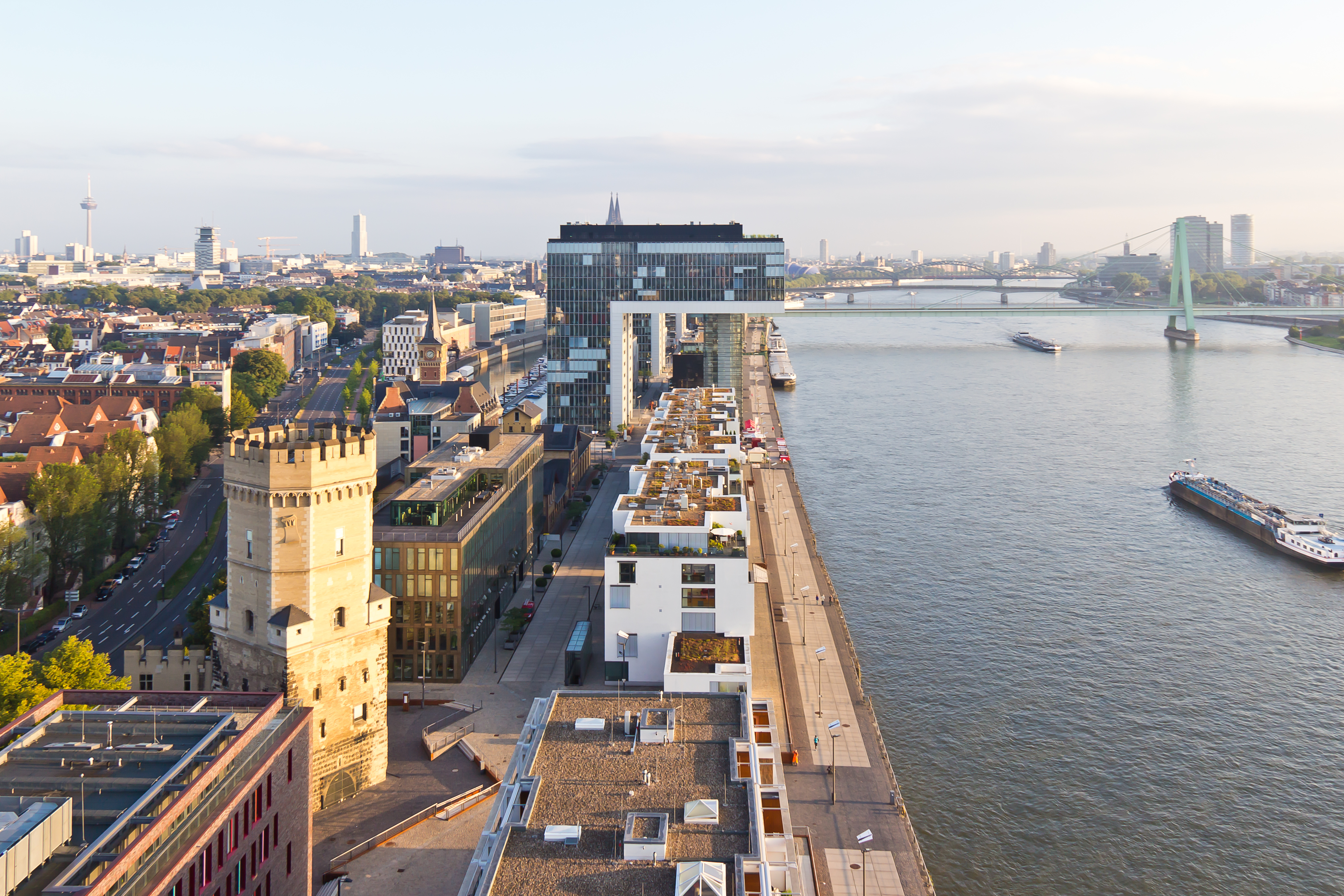
Anna-Schneider-Steg und Laura-Oelbermann-Promenade
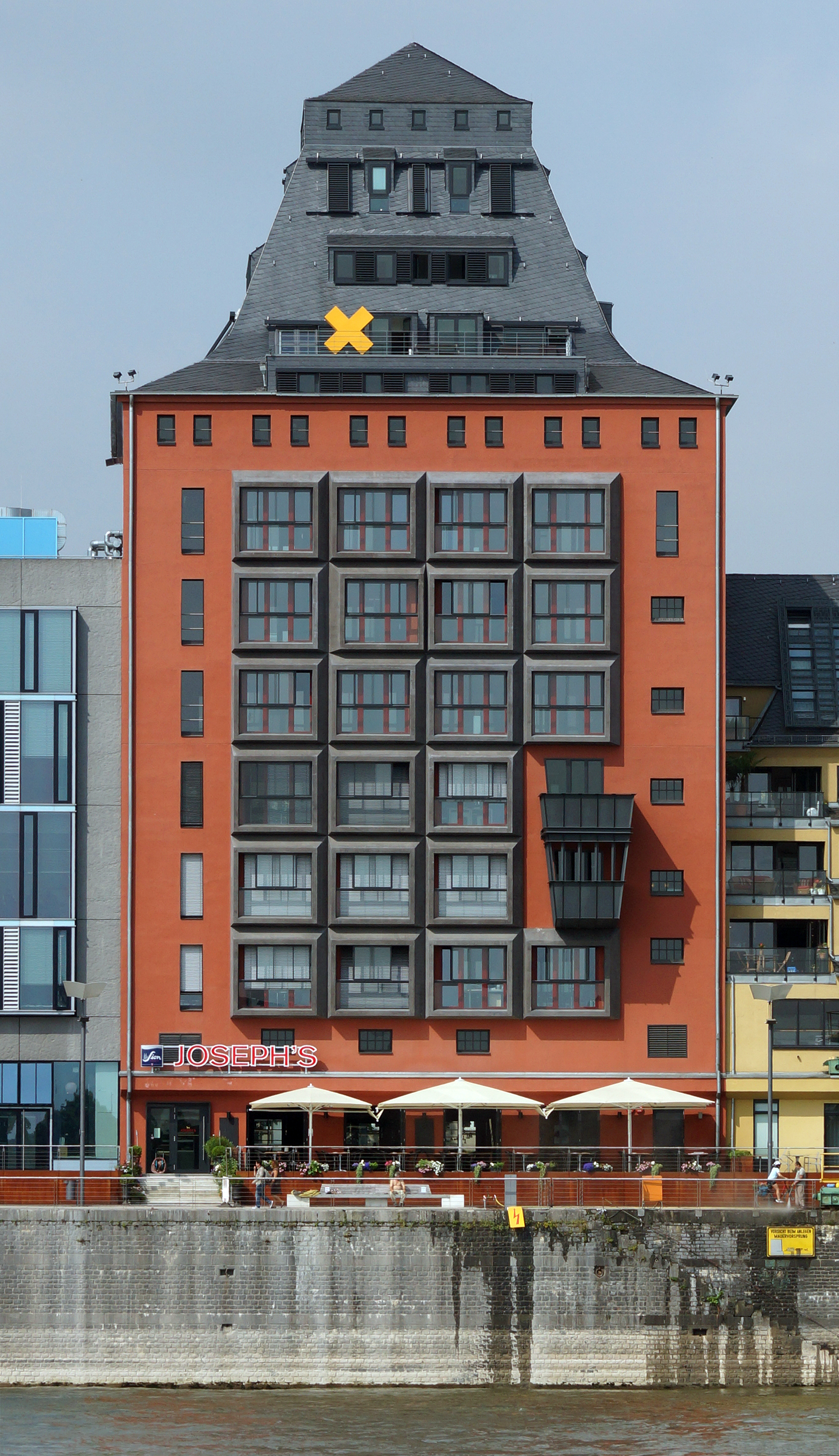
Silo 23, Juli 2013
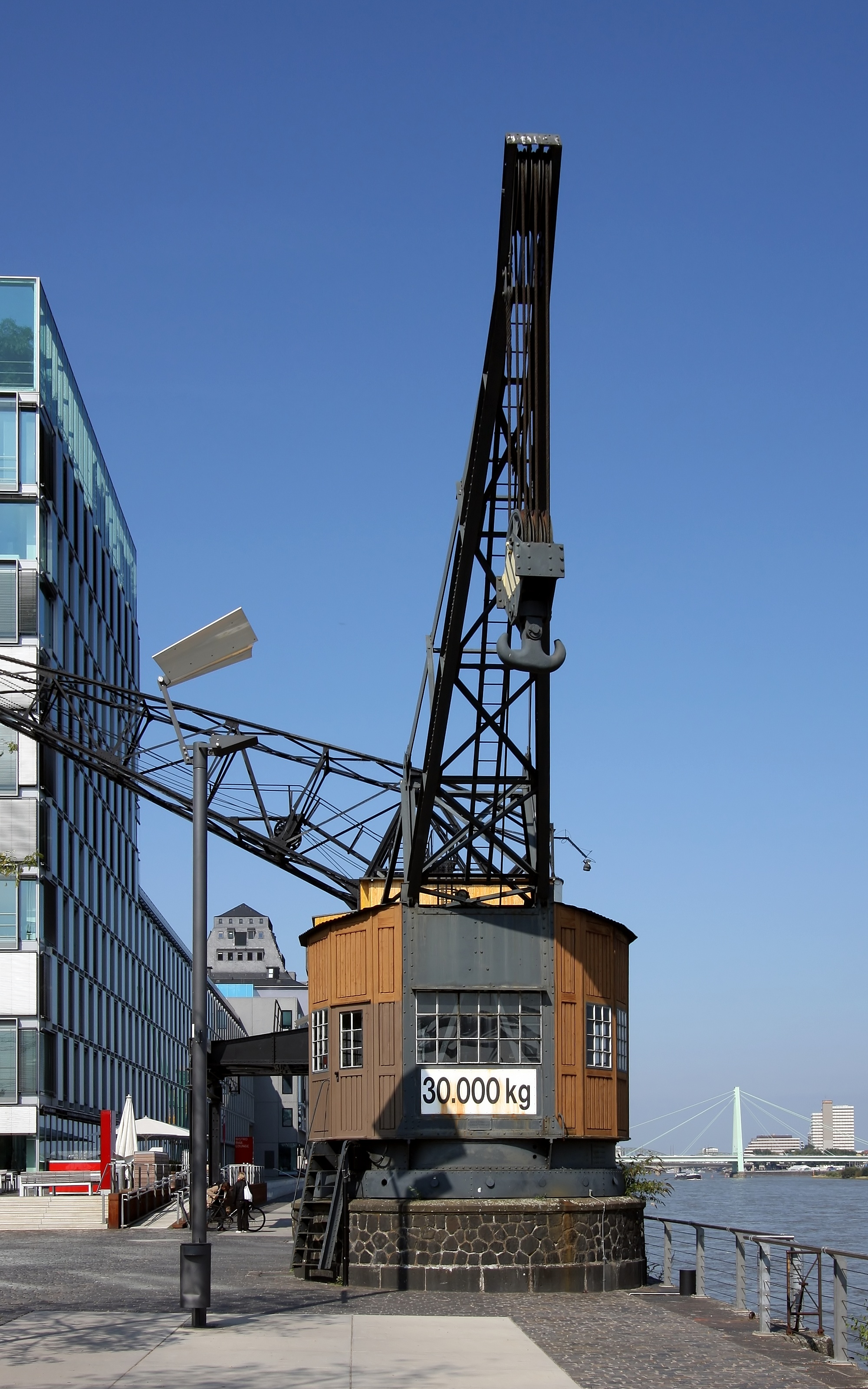
Hafenkran „dicker Herkules“, erbaut 1897
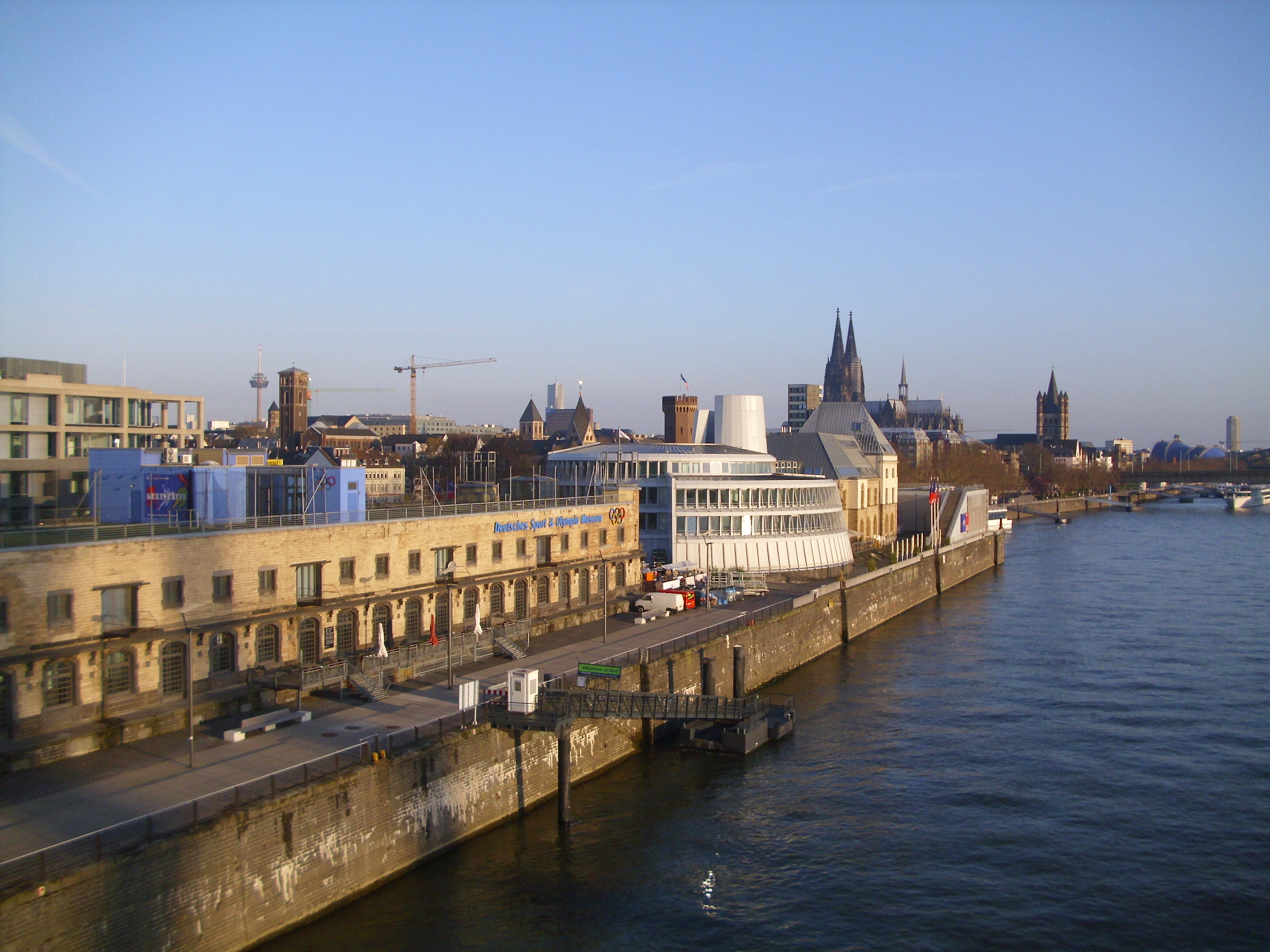
Deutsches Sport & Olympia Museum, April 2010
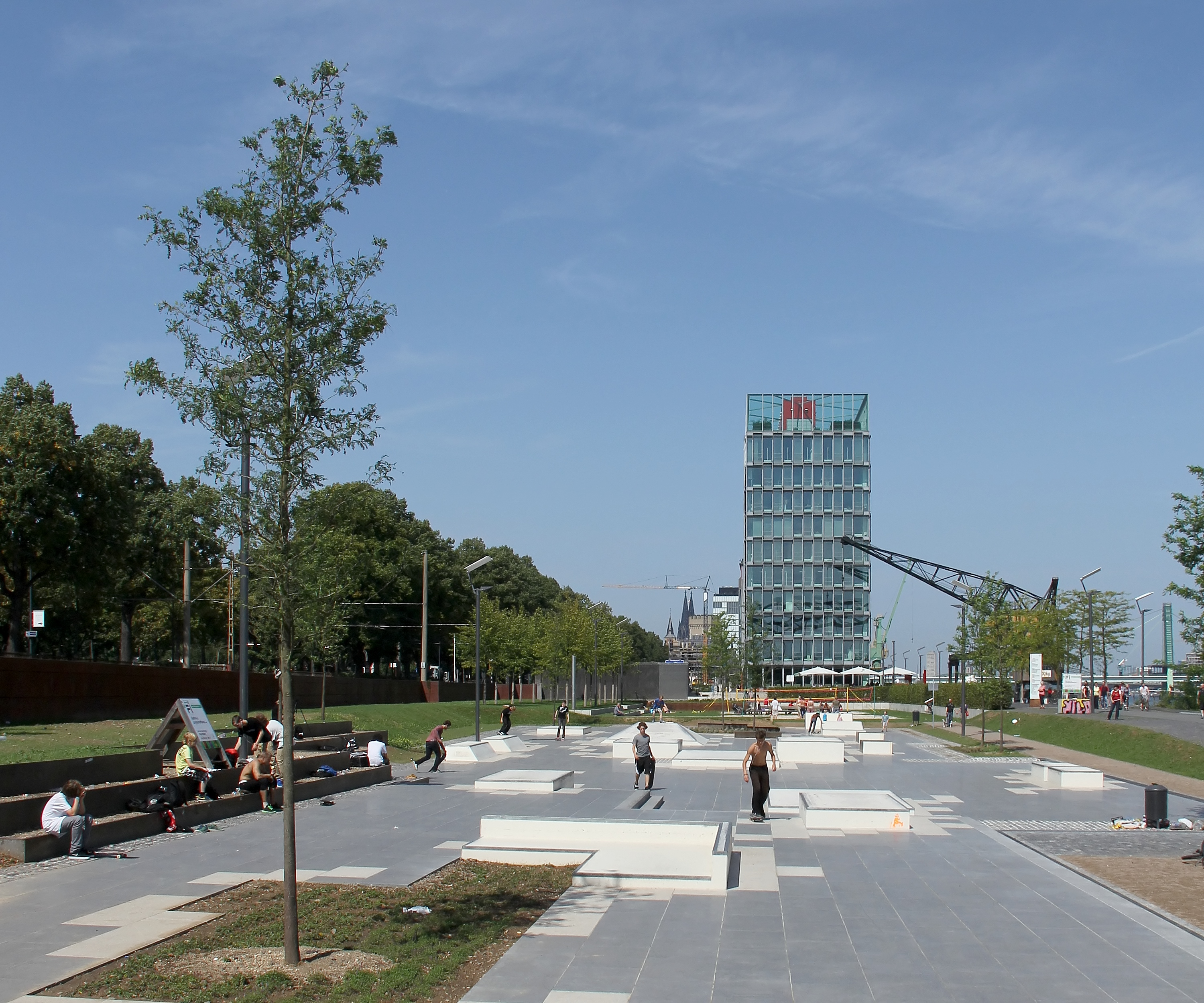
Skate Plaza, August 2011
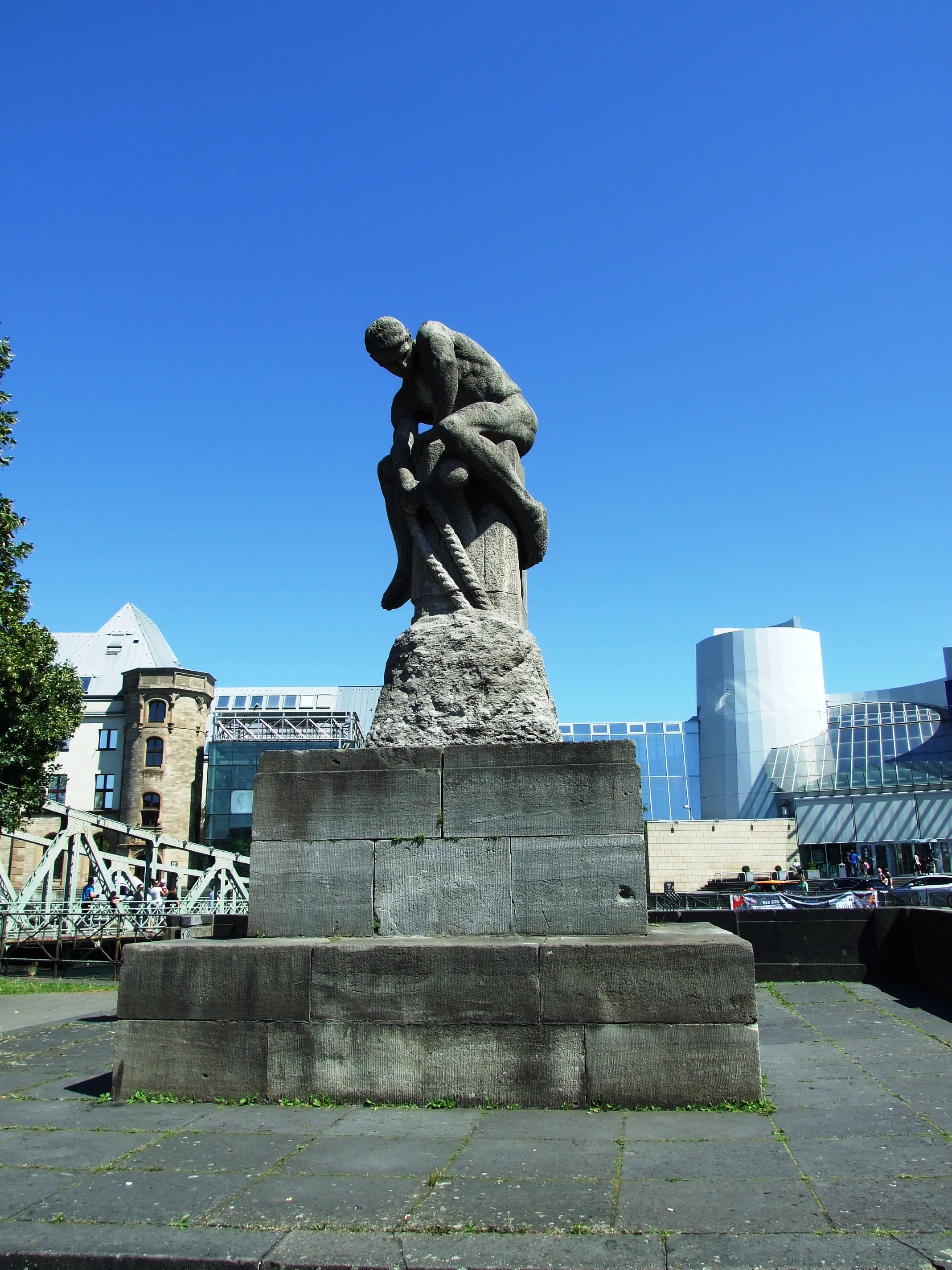
Denkmal Tauzieher, Juli 2012
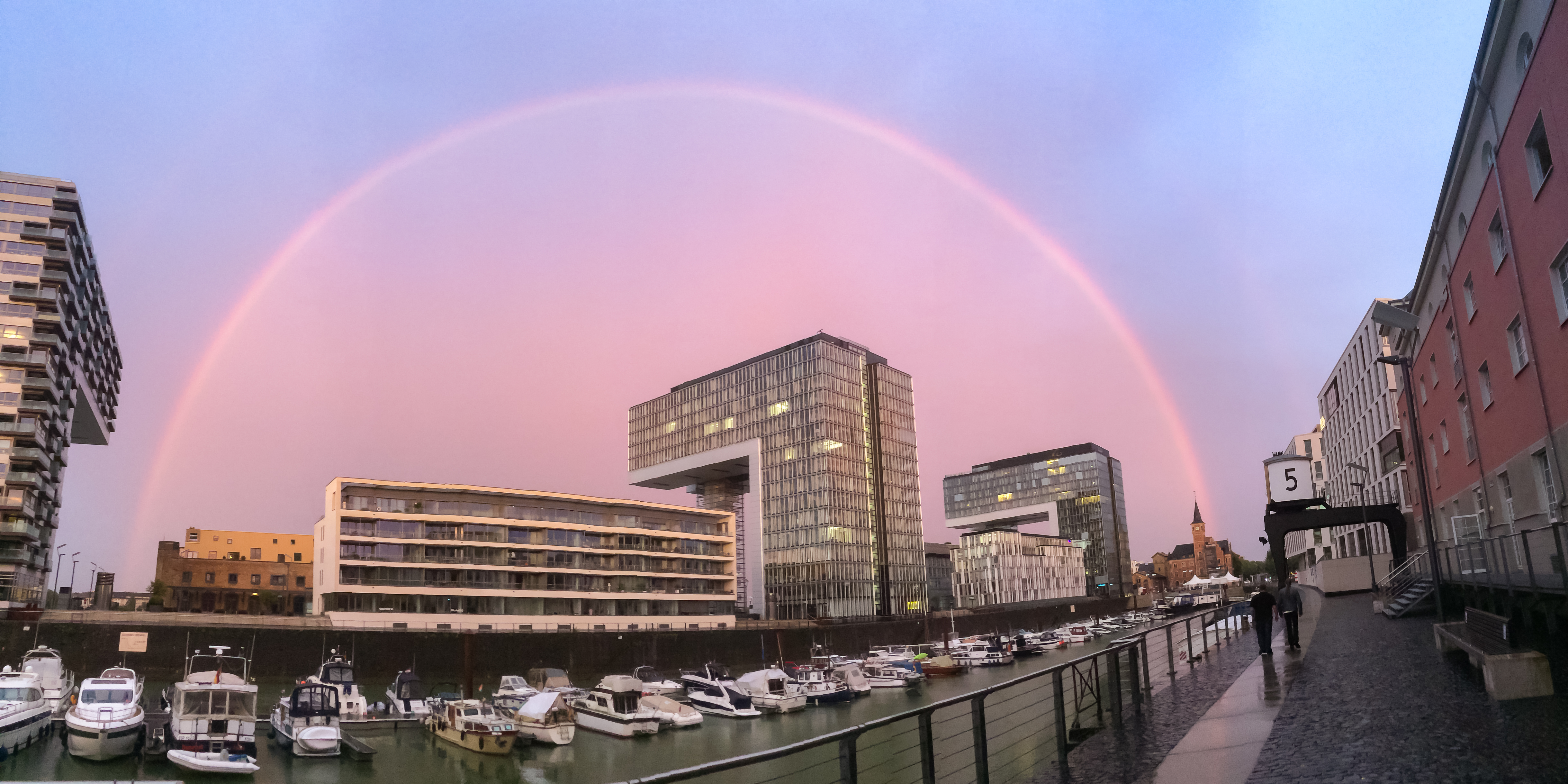
Regenbogen im Rheinauhafen Köln, 2014
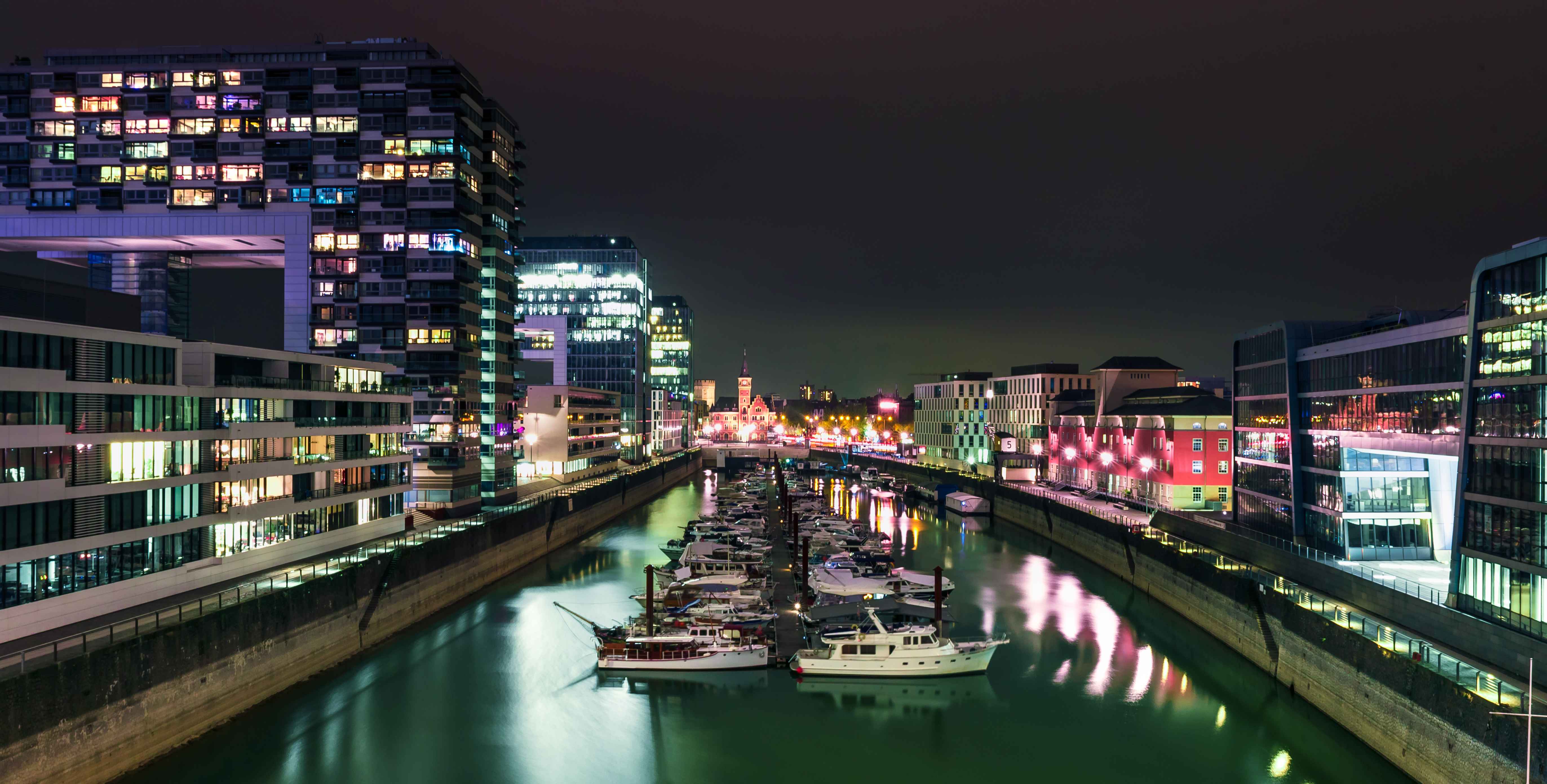
Nächtlicher Blick von der Severinsbrücke in das Hafenbecken des Rheinauhafens, 2016
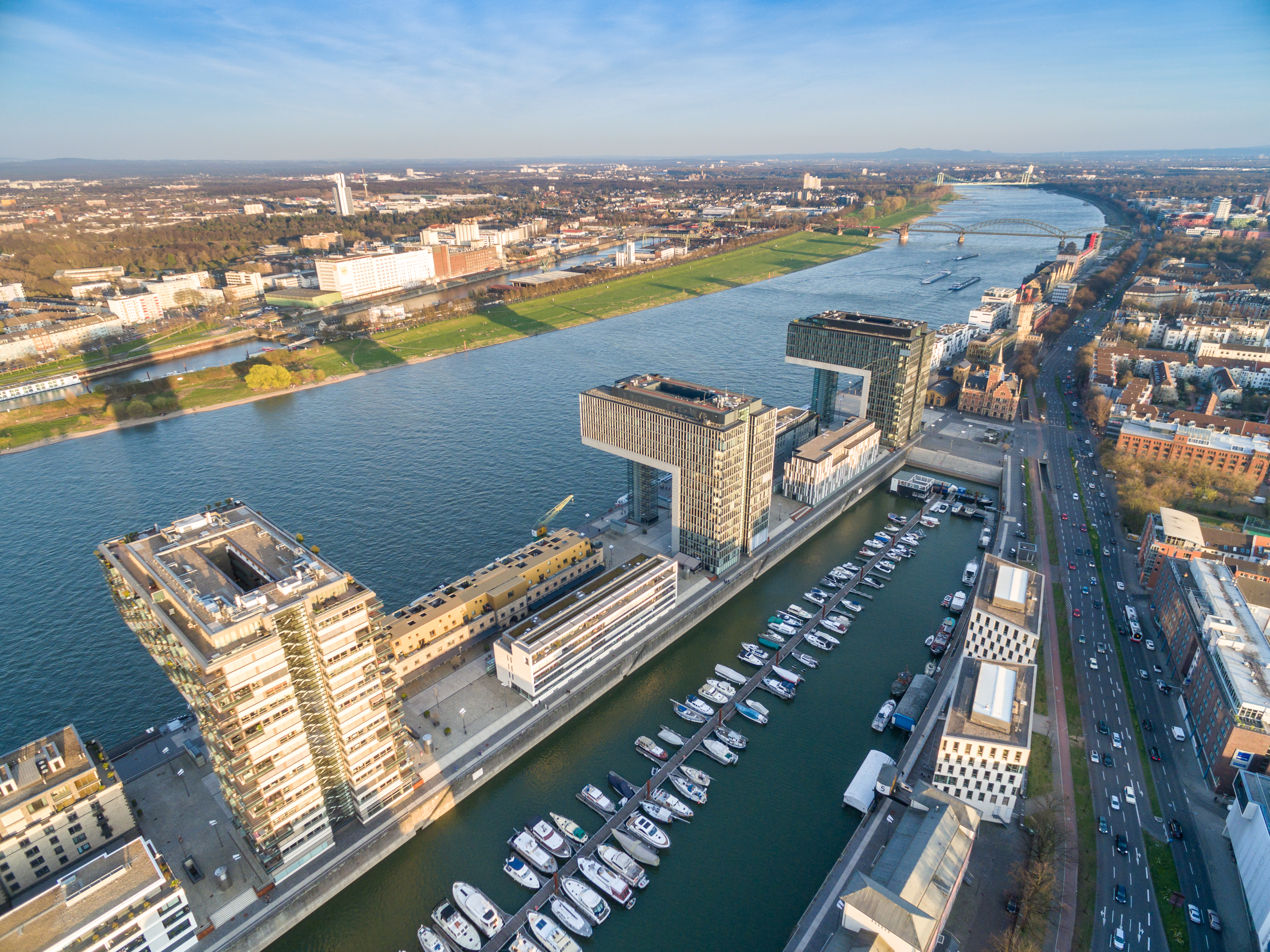
Blick über den Rheinauhafen, 2017
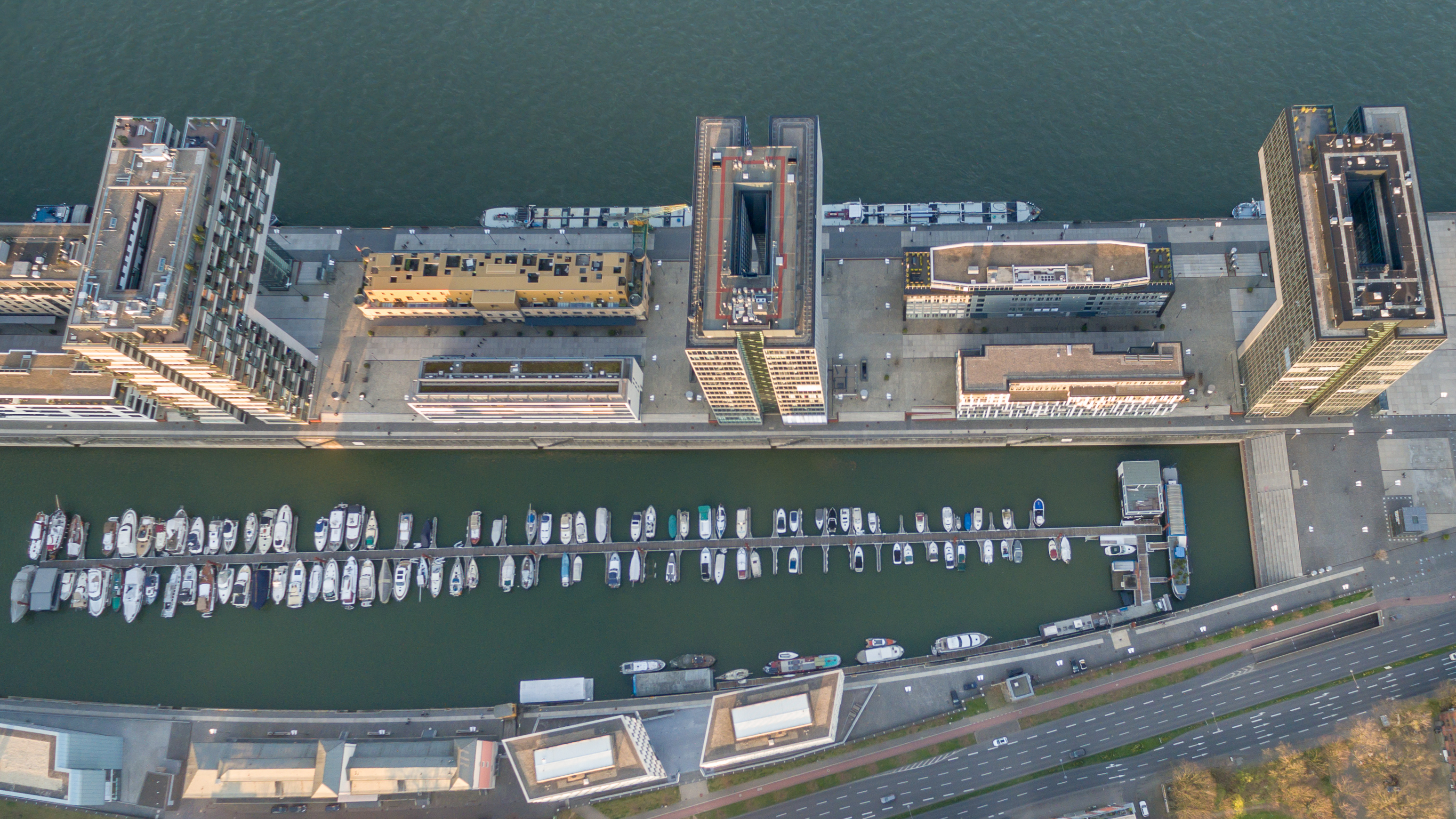
Kranhäuser im Rheinauhafen, 2017
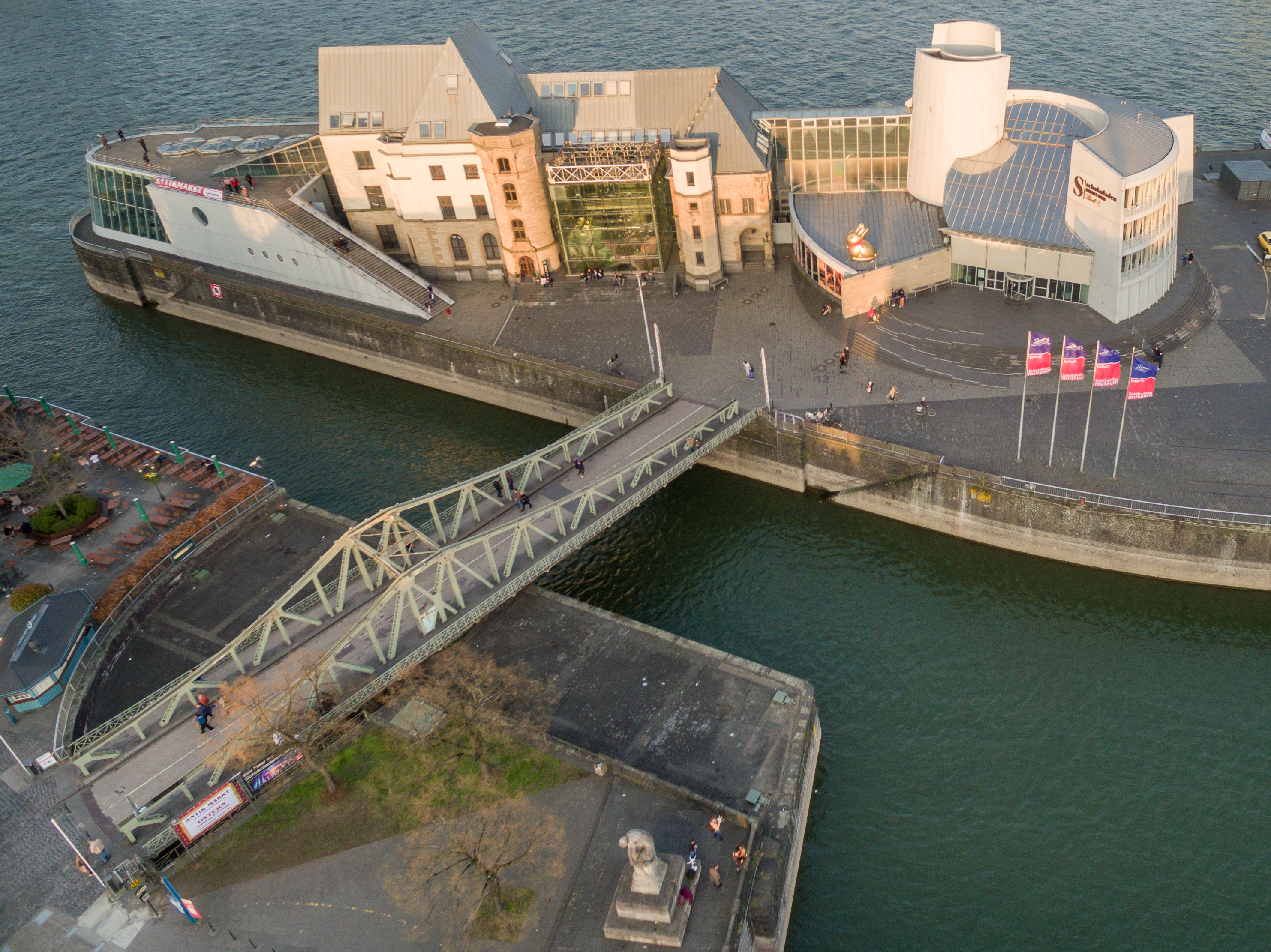
Schokoladenmuseum, 2017

Am 24. Mai 1902 wurde die erste Hafenfeuerwache im Rheinauhafen eröffnet. Im Jahre 1992 wurde die Löschstation wegen des Baus des Schokoladenmuseums an das gegenüberliegende Ufer in den Deutzer Hafen verlagert. Gegenüber dem Zollamt wurde am 4. März 1911 der von Nikolaus Friedrich entworfene Tauzieher als erste Freiplastik in Köln aufgestellt. Unter den 41 Kränen befand sich der heute denkmalgeschützte „dicke Herkules“, ein 1897 von der Firma Ludwig Stuckenholz aus Wetter an der Ruhr mit einer maximalen Hebelast von 30 Tonnen erbauter Hafenkran. Dieser hob den 24 Tonnen schweren „dicken Pitter“, die Petersglocke, am 14. November 1924 von einem speziellen Waggon der Reichsbahn auf einen Tieflader, der ihn zum Kölner Dom brachte. Im März 1938 entstanden im Rheinauhafen erste Erweiterungspläne für ein monumentales Gebäude in direkter Verlängerung des Lagerhauses („Siebengebirge“), die dann in leicht veränderter Form im Jahre 1940 durch den Bauunternehmer Carl Brandt ausgeführt wurden. Dieses „Silo 23“ ist durch seine Höhe und die markante Dachform bis heute prägender Teil der Hafensilhouette am Rheinufer. Als nach einem Bombenangriff am 29. Juni 1943 der Kölner Pegel zerstört wurde, zog man bis 1. März 1948 den Pegelstand im Rheinauhafen am Rheinkilometer 687,6 heran. Der Rheinauhafen war im Jahre 1951 noch der wichtigste der vier Kölner Häfen. Er verlor danach durch den Ausbau anderer Kölner Häfen an Bedeutung. Dazu gehörten der 1880 eröffnete Mülheimer Hafen, der Godorfer Hafen von 1901, der Deutzer Hafen von 1907 und die Häfen Niehl I von 1925 und Niehl II von 1958.
Die Stadt plante ab 1946, den Rheinauhafen später aufzugeben, begleitet von entsprechendem Ausbau des Hafens Niehl I zum Handels- und Industriehafen. Nach dessen vollständigem Ausbau im Jahre 1970 zog die Hafenfunktion nach Niehl I um und machte im Rheinauhafen den Weg als Yachthafen frei. Zudem passten die modernen Großschiffe nicht mehr in die 18,84 Meter schmale Hafeneinfahrt. Die veralteten Hafenanlagen des Rheinauhafens waren ab 1971 ohne Verwendung, so dass der Ratsbeschluss vom 13. Juli 1976 die Umwandlung des Hafengeländes in eine „Freizeit- und Erholungsanlage“ in Aussicht stellte. Nach Gründung der „Häfen Köln GmbH“ im Jahre 1986 wurde diese Gesellschaft Eigentümerin aller Kölner Häfen, also auch des Rheinauhafens. Das am 3. März 1988 verabschiedete Hafengesamtkonzept der Stadt Köln wies den Häfen Rheinau und Mülheim eine „nachrangige Bedeutung“ zu. Die Aufgabe des Rheinauhafens setzte dadurch innerstädtische Flächen für die Stadtentwicklung frei. Seit März 1998 wird der Rheinauhafen von der Häfen und Güterverkehr Köln (HGK) und der Stadt Köln neu erschlossen und umgestaltet. Dabei entstanden einerseits architektonisch anspruchsvolle Neubauten auf bisherigen Brachflächen, gleichzeitig wurden aber auch Altbauten wie das „Siebengebirge“ oder das ehemalige Hafenamt aufwändig restauriert und neuer Nutzung – in der Regel als Büro- oder Wohngebäude – zugeführt. Weitere Nutzung des Standortes liegt im kulturellen und gastronomischen Bereich.

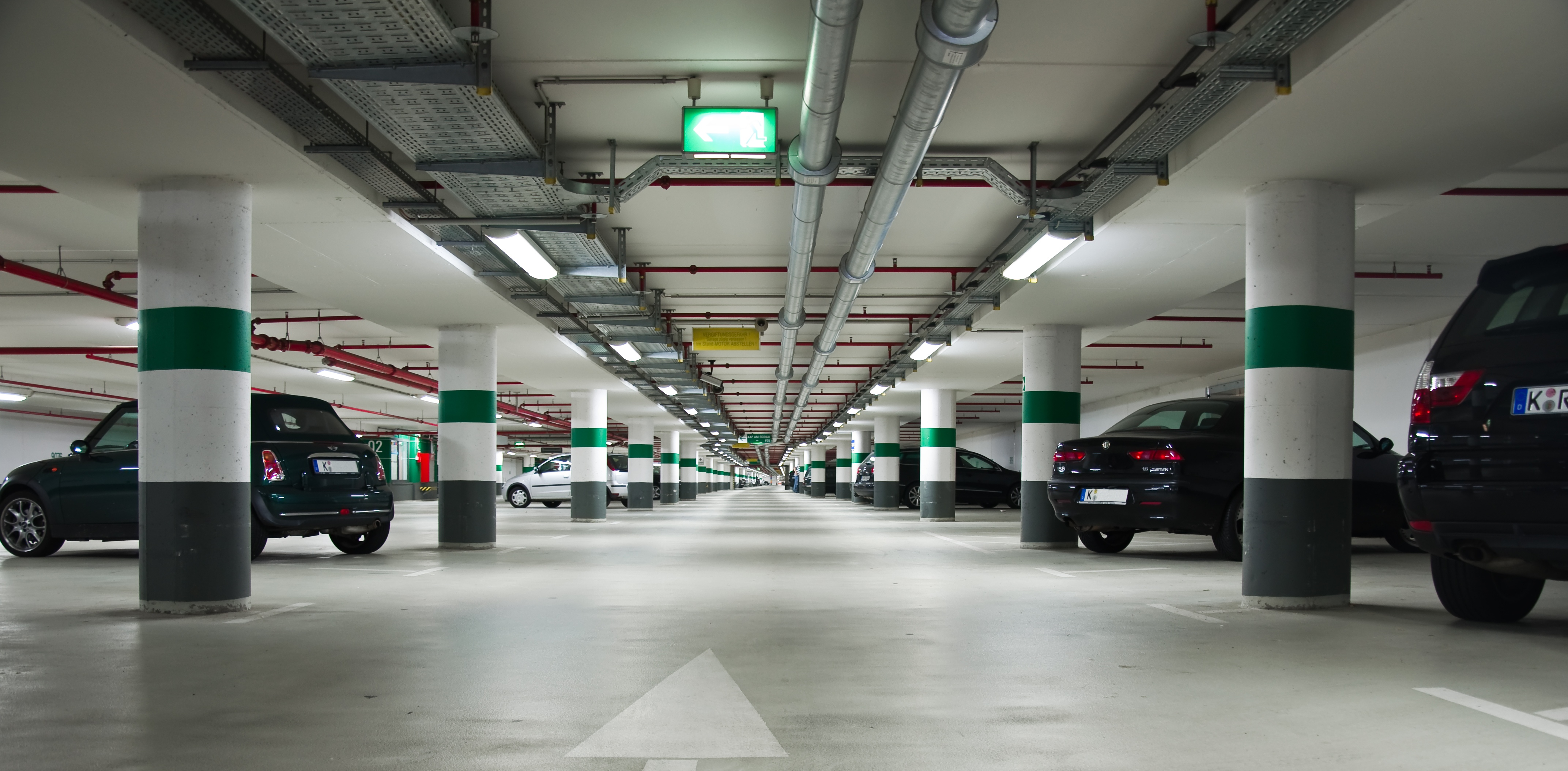
Europas längste Tiefgarage

Im Jahre 2001 wurde der Hafenbetrieb vollends eingestellt. Für den Rheinauhafen bestand seit dem 5. August 2002 ein rechtskräftiger Bebauungsplan. Als erstes Bauwerk eröffnete im November 2003 die Tiefgarage. Sie ist mit 1,6 Kilometer Länge und 41.000 Quadratmetern sowie rund 1400 Stellplätzen Europas längste und zweitlängste Tiefgarage der Welt. Die auf 6,7 Metern Kölner Pegel tief gelegene Garagenanlage gilt bis zu einem Rheinpegel von 11,30 Meter als hochwassersicher. 2013 wurde die Tiefgarage offiziell als das beste Parkhaus der Stadt gekürt. Der Ausbau der Uferpromenade erfolgte bis November 2009. Insgesamt erinnern sechs unter Denkmalschutz stehende Hafenkräne an die frühere Hafenfunktion mit ehemals 41 Kränen. Nach weiteren Umgestaltungen fand die Eröffnung des Rheinauhafens am 21. Juni 2014 statt.

## Gebäude (Auswahl)

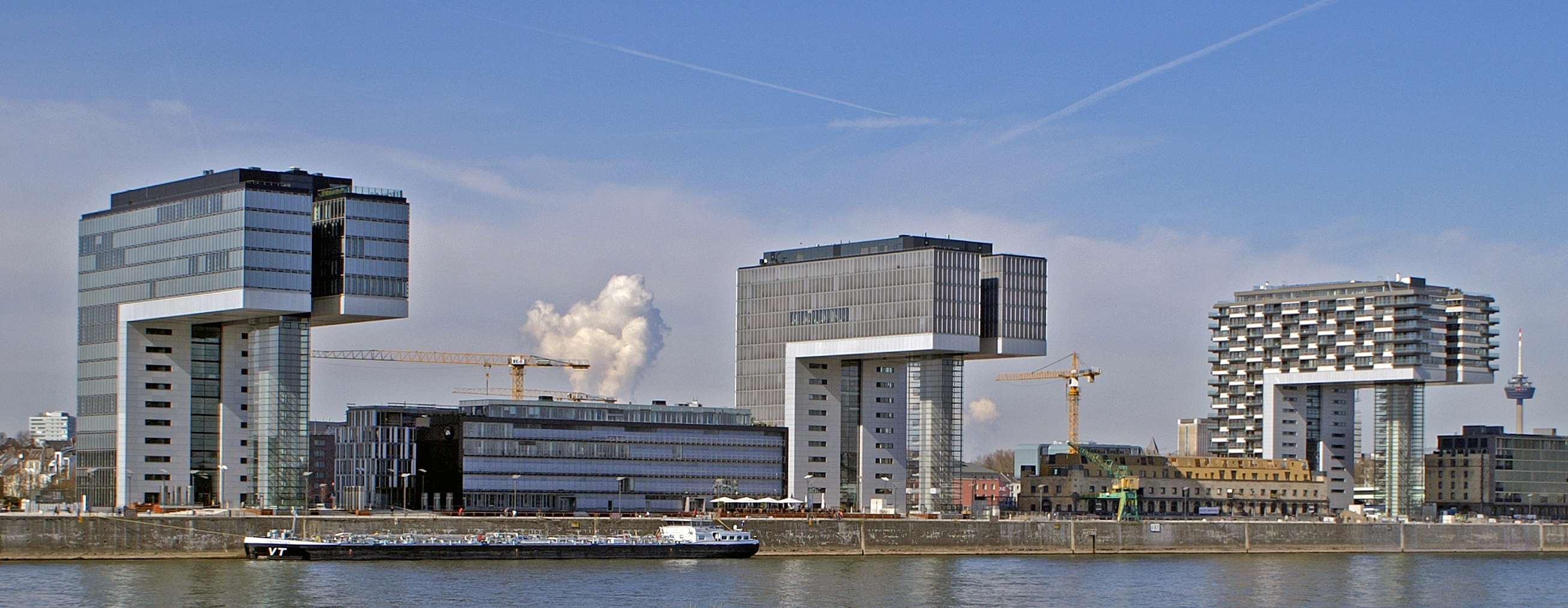
Rheinauhafen mit den drei Kranhäusern, März 2011

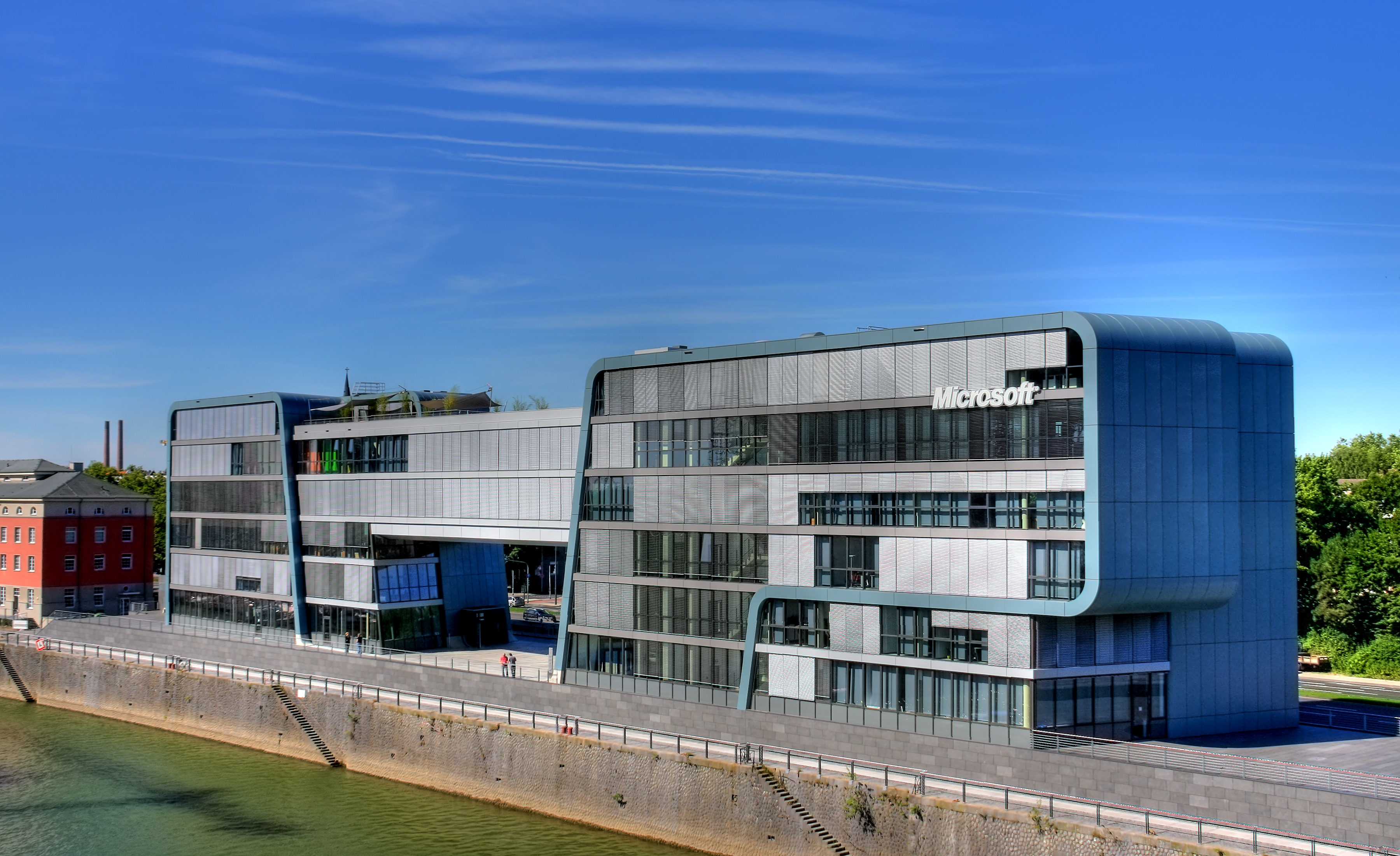
Geschäftsstelle von Microsoft Deutschland im Rheinauhafen

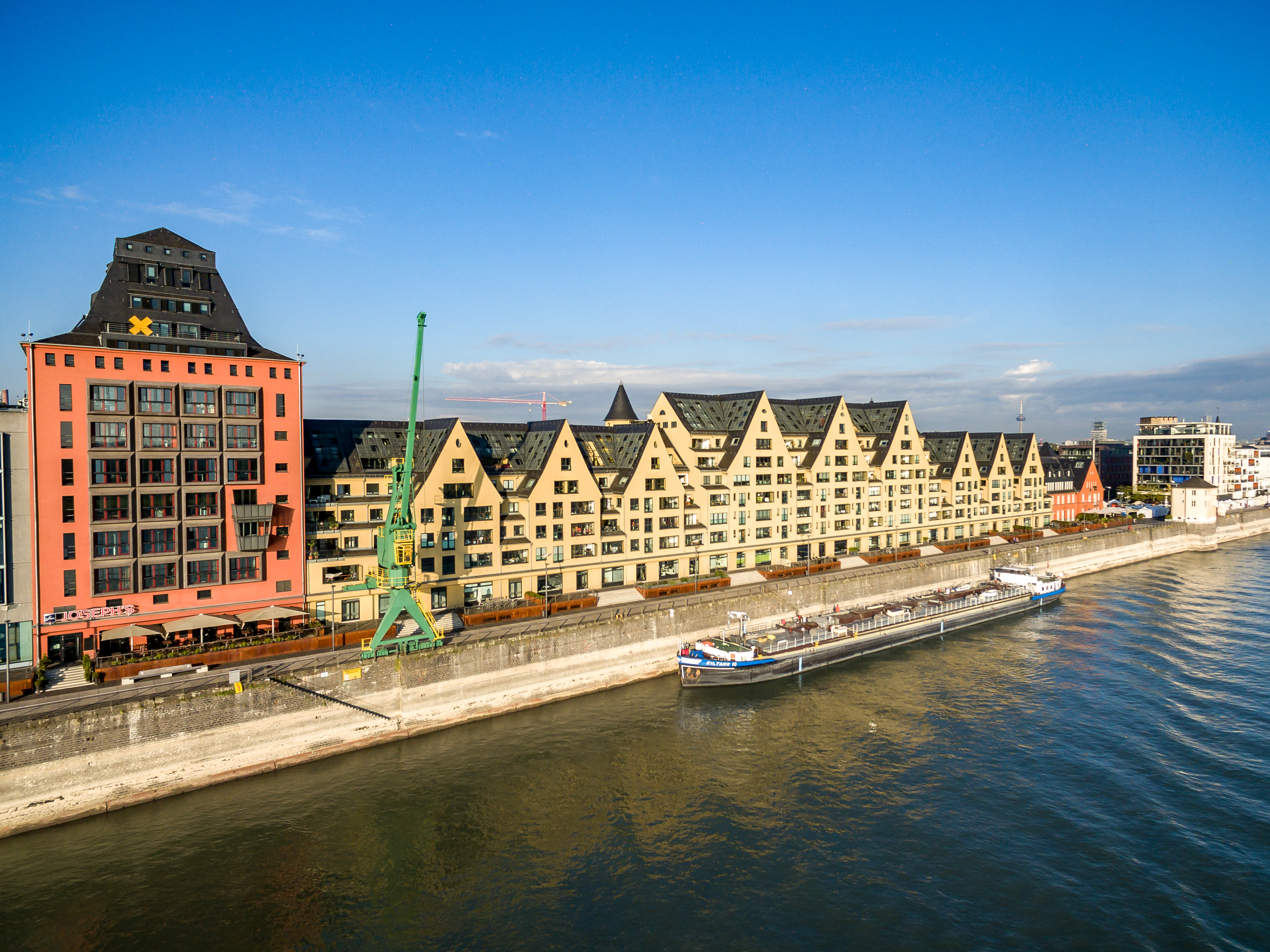
„Siebengebirge“

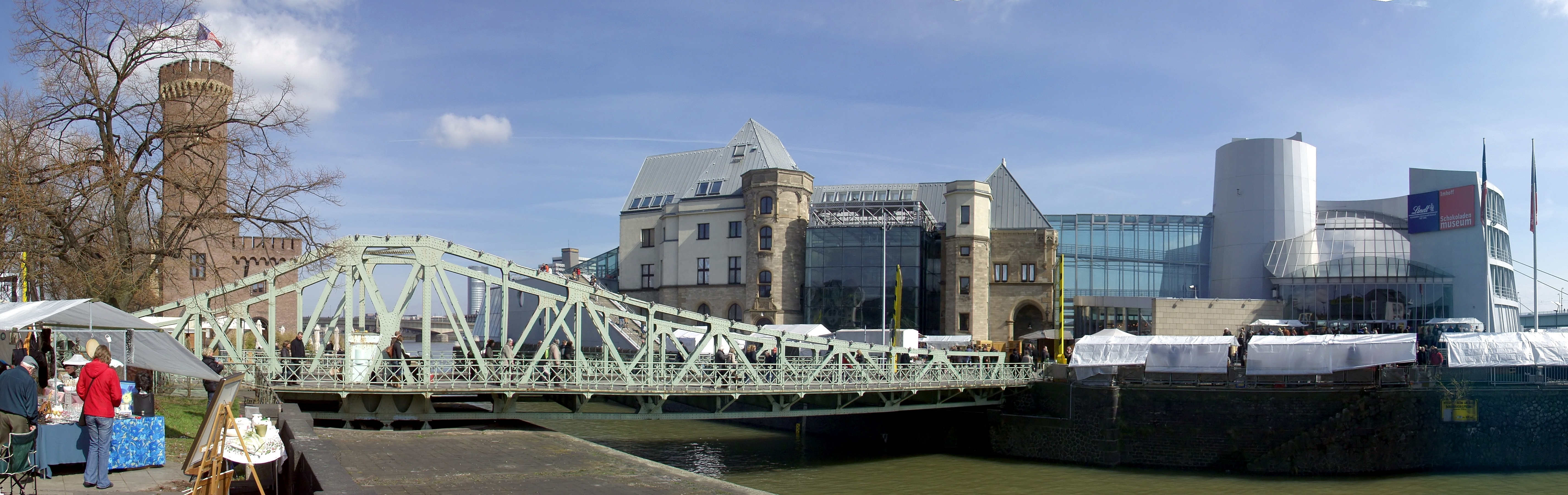
Drei Attraktionen am Rheinauhafen: Malakoff-Turm, Drehbrücke und Schokoladenmuseum

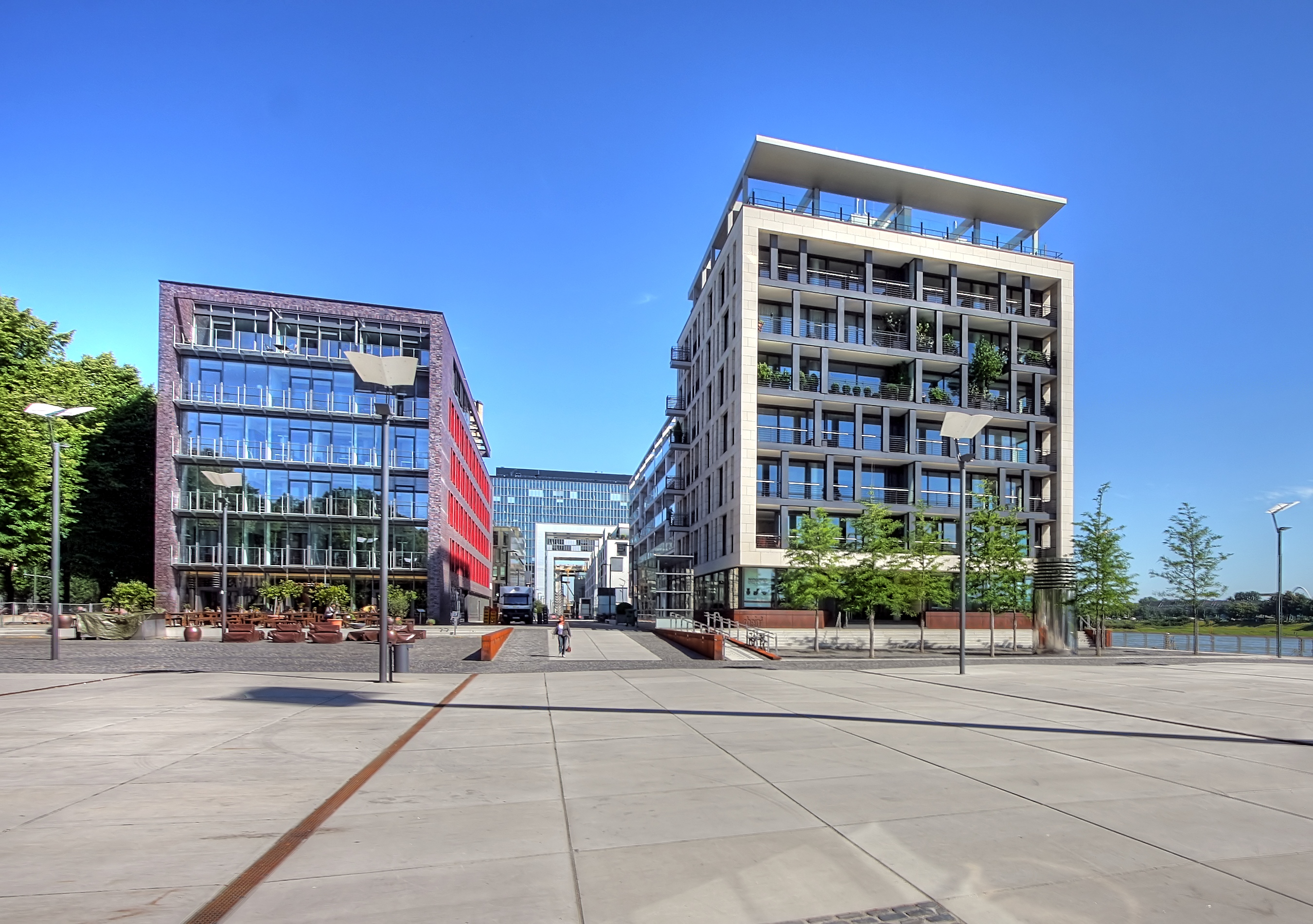
Baufeld 21 – „Luthergebäude“ und rhein3

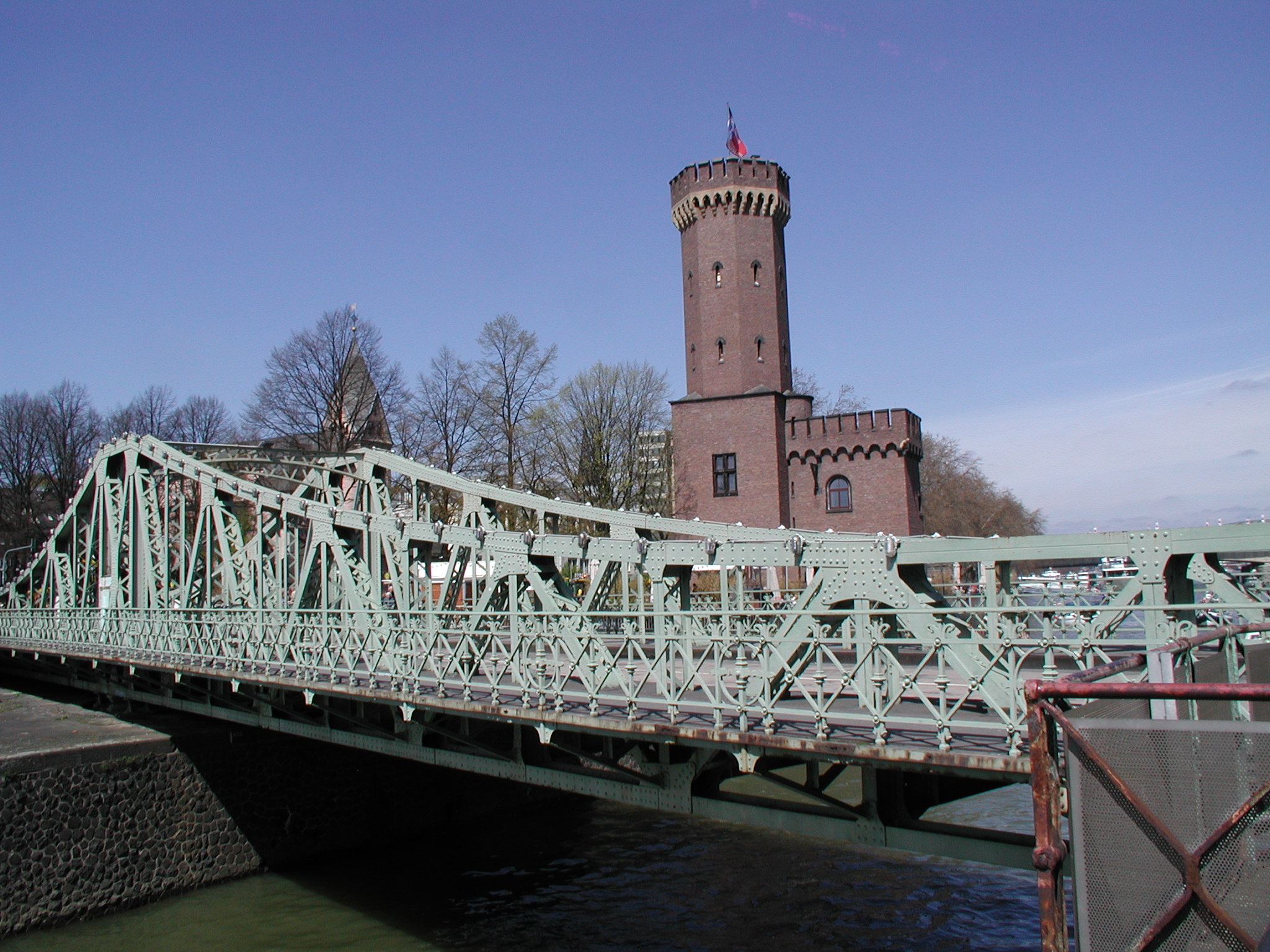
Rheinauhafen – Drehbrücke und Malakoffturm, April 2008

Im Rheinauhafen entstanden zahlreiche neue Gebäude, alte denkmalgeschützte wurden komplett saniert und für eine andere Nutzung vorgesehen. Hierfür standen 154.000 m² Nutzfläche zur Verfügung:
- Imhoff-Schokoladenmuseum (Am Schokoladenmuseum 1a): Es besteht aus einem bis Oktober 1993 fertiggestellten Neubau und dem sanierten ehemaligen Preußischen Zollamt („Hauptdienstgebäude“) aus 1898. Die Einweihung des von Fritz Eller entworfenen Schokoladenmuseums fand am 3. November 1993 statt.
- Deutsches Sport & Olympia Museum (Im Zollhafen 1): Es befindet sich in der denkmalgeschützten „Zollhalle 10“, einem im Jahre 1898 von Bernhard Below (wie die Hallen 11 und 12) errichteten Speicher, am 26. November 1999 mit 2000 m² Ausstellungsfläche eröffnet. Betreiber ist die am 15. Dezember 1998 in Köln gegründete gemeinnützige Stiftung Deutsches Sport & Olympia Museum.
- Halle 11 (Im Zollhafen 5–9): Wohn- und Geschäftshaus mit 7250 m² Wohn- und 6750 m² Gewerbefläche, einem ehemaligen Speicher, bezugsfertig seit Oktober 2008.
- Halle 12 (Im Zollhafen 13): Wohn- und Geschäftshaus, einem ehemaligen Speicher, bezugsfertig seit Dezember 2009.
- Dock 6-10 (Im Zollhafen 6–10): 110 Meter langes Wohn- und Geschäftshaus mit 40.000 m² Fläche, bezugsfertig seit Oktober 2013.
- Kranhäuser (Im Zollhafen 12, 18 und 24): drei einem Hafenkran nachempfundene Wohn- oder Geschäftshäuser mit einer Bruttogeschossfläche von 52.950 m². Bei der architektonisch wie optisch spektakulären Gebäudeform ragt ab einer Höhe von 40 Metern ein zweigeteilter Ausleger, der nur auf einem schlanken, vollverglasten Treppenturm aufliegt.
- The Bench (Im Zollhafen 15–17): ein 7600 m² großes Bürohaus, bezugsfertig seit Oktober 2007.
- Kontor 19 (Anna-Schneider-Steig 8–10): Geschäftshaus mit 7230 m² Bruttogeschossfläche, bezugsfertig seit Januar 2006.
- Rheinkontor (Agrippinawerft 6): Wohnanlage, ehemaliges Bürogebäude von 1909, bezugsfertig seit Oktober 2006.
- „Siebengebirge“ (Agrippinawerft 12–20): 177 Meter langes und 30 Meter hohes sechsgeschossiges Wohn- und Geschäftshaus mit einer Wohnfläche von 15.700 m² und 3300 m² Gewerbefläche, ein 1909/1910 durch Hans Verbeek als Speicher („Danziger Lagerhaus“) errichteter Gebäudekomplex als einer der ersten Stahlbetonskelettbauten Deutschlands, dessen Umbau und Sanierung bis Oktober 2006 dauerte. Der Name ist auf die sieben (rheinseitig neun) ausgeprägten Zwerchgiebel zurückzuführen und eine Anspielung auf das Siebengebirge. Ursprünglich dienten die Lagerhäuser der Korn- und Stückgutlagerung, danach fungierten sie als Getreidespeicher. Bis 1990 diente es als Weizenspeicher für die nationale Notreserve.
- Silo 23 (Agrippinawerft 24): ein Geschäftshaus mit 3800 m² Mietfläche, aus einem 1940 erbauten Getreidespeicher hervorgegangen, bezugsfertig seit Mai 2007.
- KAP am Südkai (Agrippinawerft 30): der erste Neubau im Rheinauhafen ist ein Bürohaus mit 12.700 m² Fläche bei 10 Obergeschossen, bezugsfertig seit Oktober 2004.
- RheinauArtOffce (Holzmarkt 2): hier residiert seit September 2008 die Geschäftsstelle NRW von Microsoft Deutschland, dem Ankermieter mit 4750 m² im 10.400 m² großen, auffällig geformten Gebäude.
- Luthergebäude (Baufeld21): in dem Gebäude hat die Luther Rechtsanwaltsgesellschaft ihren Firmensitz. Im Jahr 2008 ist die Firma dort eingezogen, seitdem wird das Baufeld21 Gebäude auch „Luthergebäude“[17] genannt.
- rhein3:[18] ist ein Wohnhaus am Rhein mit rund 16 Wohnungen und 2 Büroeinheiten.
- Das Hafenamt (Bayenstraße 2) beherbergte bis April 2014 die Häfen und Güterverkehr Köln.
- Pier 15 (Bayenwerft 12–14): Geschäftshaus mit Sitz des Beratungs- und Softwareunternehmens ifp group, bezugsfertig seit April 2009.
- Die im Juli 2011 eingeweihte Anlage „Kap 686“ wurde als offizieller Skatepark gebaut, durch sie sind die auf der Domplatte eher störenden Skater verschwunden.